# 沖縄県の灯台一覧
沖縄県の灯台一覧（おきなわけんのとうだいいちらん）は、沖縄県にある灯台及び、照射灯、灯標などの光波標識をまとめた一覧である。

## 灯台
- フデ岩灯台 沖縄県宮古島市（フデ岩）

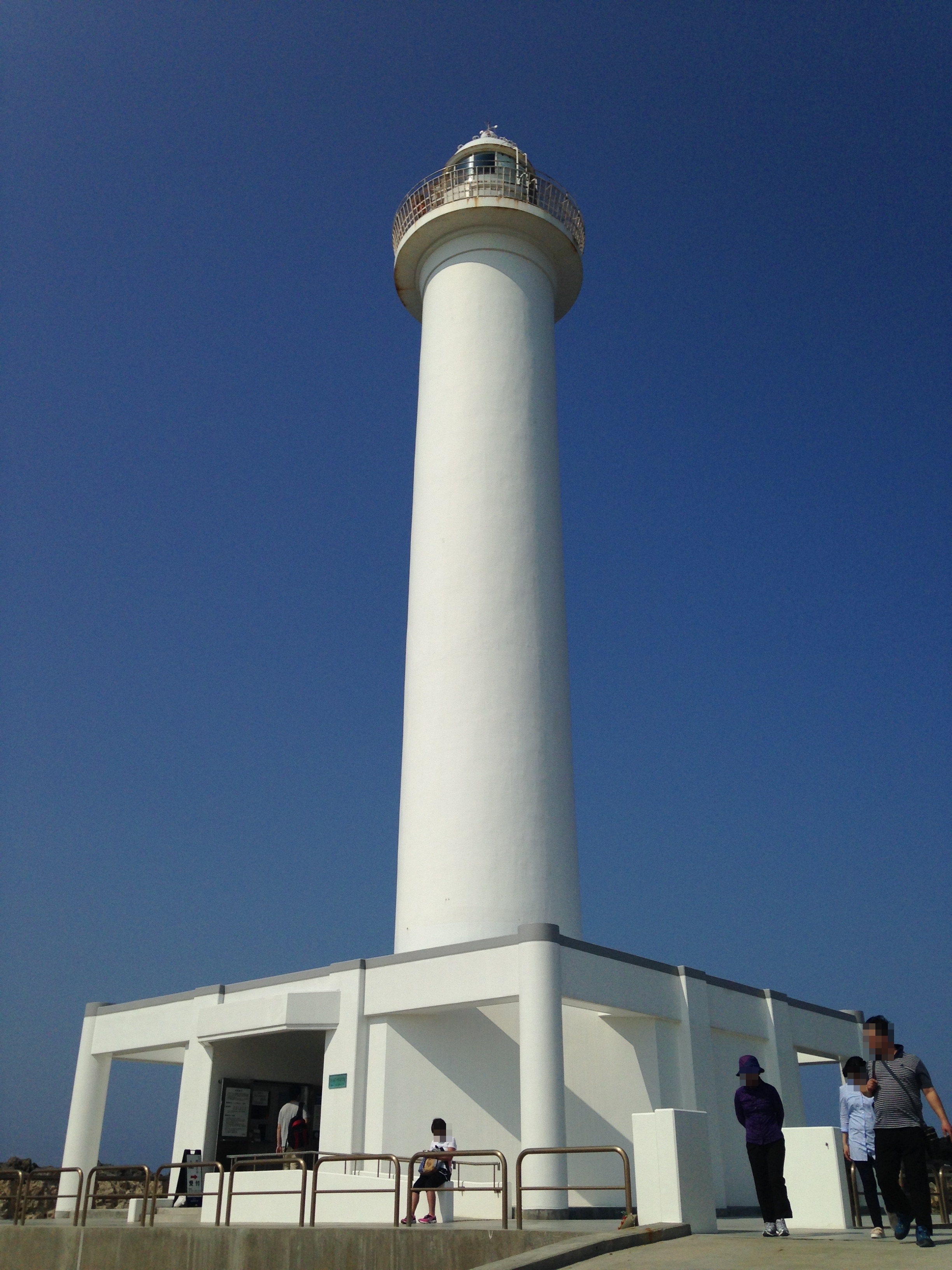
残波岬灯台

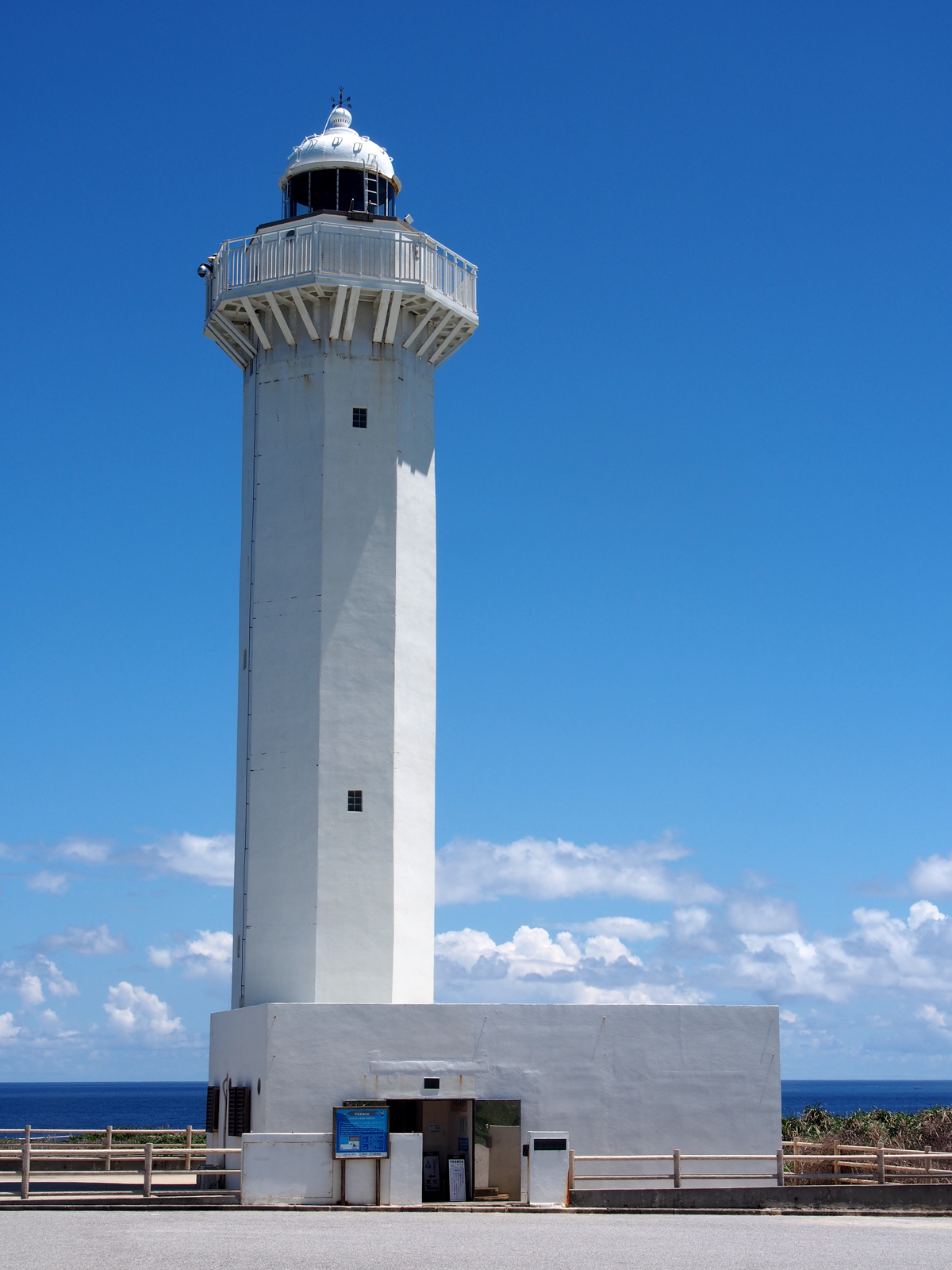
平安名埼灯台

- ルカン礁灯台 喜屋武埼灯台（沖縄県糸満市）の西北西方約14キロメートル（ルカン礁）
- 阿波連埼灯台 沖縄県島尻郡渡嘉敷村（阿波連埼）
- 粟国島灯台 沖縄県島尻郡粟国村（粟国島）
- 伊計島灯台 沖縄県中頭郡与那城村（伊計島）
- 伊江島灯台 沖縄県国頭郡伊江村（伊江島西端）
- 伊平屋島灯台 沖縄県伊平屋村（田名埼）
- 嘉比島灯台 沖縄県島尻郡座間味村（嘉比島）
- 喜屋武埼灯台 沖縄県糸満市（喜屋武埼）
- 久高島灯台 沖縄県南城市（久高島）
- 久米島灯台 沖縄県島尻郡久米島町（久米島）
- 宮古水納島灯台 沖縄県宮古郡多良間村（水納島）
- 牛ノ島灯台 沖縄県島尻郡座間味村（牛ノ島）
- 魚釣島灯台 沖縄県石垣市（魚釣島）
- 金武中城港日石三菱第1号灯台 沖縄県金武中城港内（奥武岬先端の南南西方約4.4キロメートル）
- 金武中城港日石三菱第2号灯台 沖縄県金武中城港内（奥武岬先端の南南西方約4.3キロメートル）
- 古宇利島灯台 沖縄県国頭郡今帰仁村（古宇利島）
- 御神岬灯台 沖縄県島尻郡仲里村（御神岬）
- 高墓埼灯台 沖縄県名護市（高墓埼）
- 黒島灯台 沖縄県八重山郡竹富町（黒島南端）
- 残波岬灯台 沖縄県中頭郡読谷村（残波岬）
- 勝連埼灯台 沖縄県うるま市（勝連埼）
- 小浜島細埼灯台 沖縄県八重山郡竹富町（小浜島細埼）
- 神山島灯台 沖縄県島尻郡渡嘉敷村（神山島）
- 水納島灯台 沖縄県国頭郡本部町（水納島）
- 瀬嵩埼灯台 沖縄県国頭郡国頭村（瀬嵩埼）
- 瀬底島灯台 沖縄県国頭郡本部町（瀬底島西端）
- 西埼灯台 沖縄県八重山郡与那国町（西埼）
- 石垣御神埼灯台 沖縄県石垣市（御神埼）
- 船浮港灯台 沖縄県八重山郡竹富町（西表島）
- 端島灯台 沖縄県島尻郡渡嘉敷村（端島）
- 知名埼灯台 沖縄県南城市（知名埼）
- 池間島灯台 沖縄県宮古島市（池間島）
- 長島灯台 沖縄県名護市（長島）
- 津堅島灯台 沖縄県うるま市（津堅島）
- 渡名喜港灯台 沖縄県島尻郡渡名喜村（出砂島一南端の東南東方約4.0キロメートル）
- 東埼灯台 沖縄県八重山郡与那国町（東埼）
- 那覇港右舷灯台 沖縄県那覇港（那覇港新港第一防波堤南灯台の南東方約1.7キロメートル）
- 波照間島灯台 沖縄県八重山郡竹富町（波照間島）
- 鳩間島灯台 沖縄県八重山郡竹富町（鳩間島）
- 備瀬埼灯台 沖縄県国頭郡本部町（備瀬埼）
- 平安名埼灯台 沖縄県宮古島市（平安名埼）
- 平久保埼灯台 沖縄県石垣市（平久保埼）
- 平曽根灯台 沖縄県金武中城港（平曽根）
- 辺戸岬灯台 沖縄県国頭郡国頭村（辺戸岬）
- 北大東島灯台 沖縄県島尻郡北大東村（黄金山）
- 琉球観音埼灯台 沖縄県石垣市（観音埼）

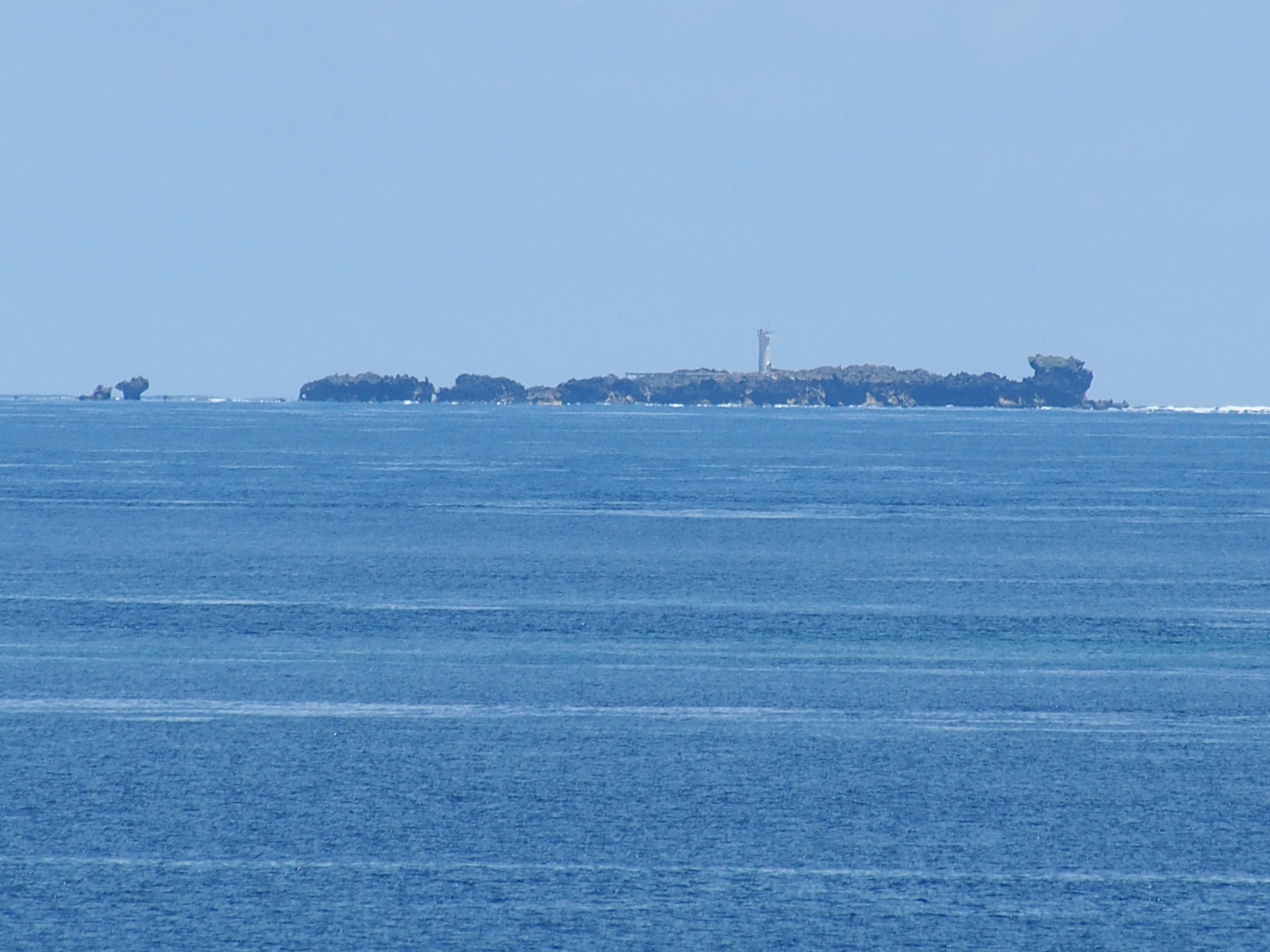
フデ岩灯台
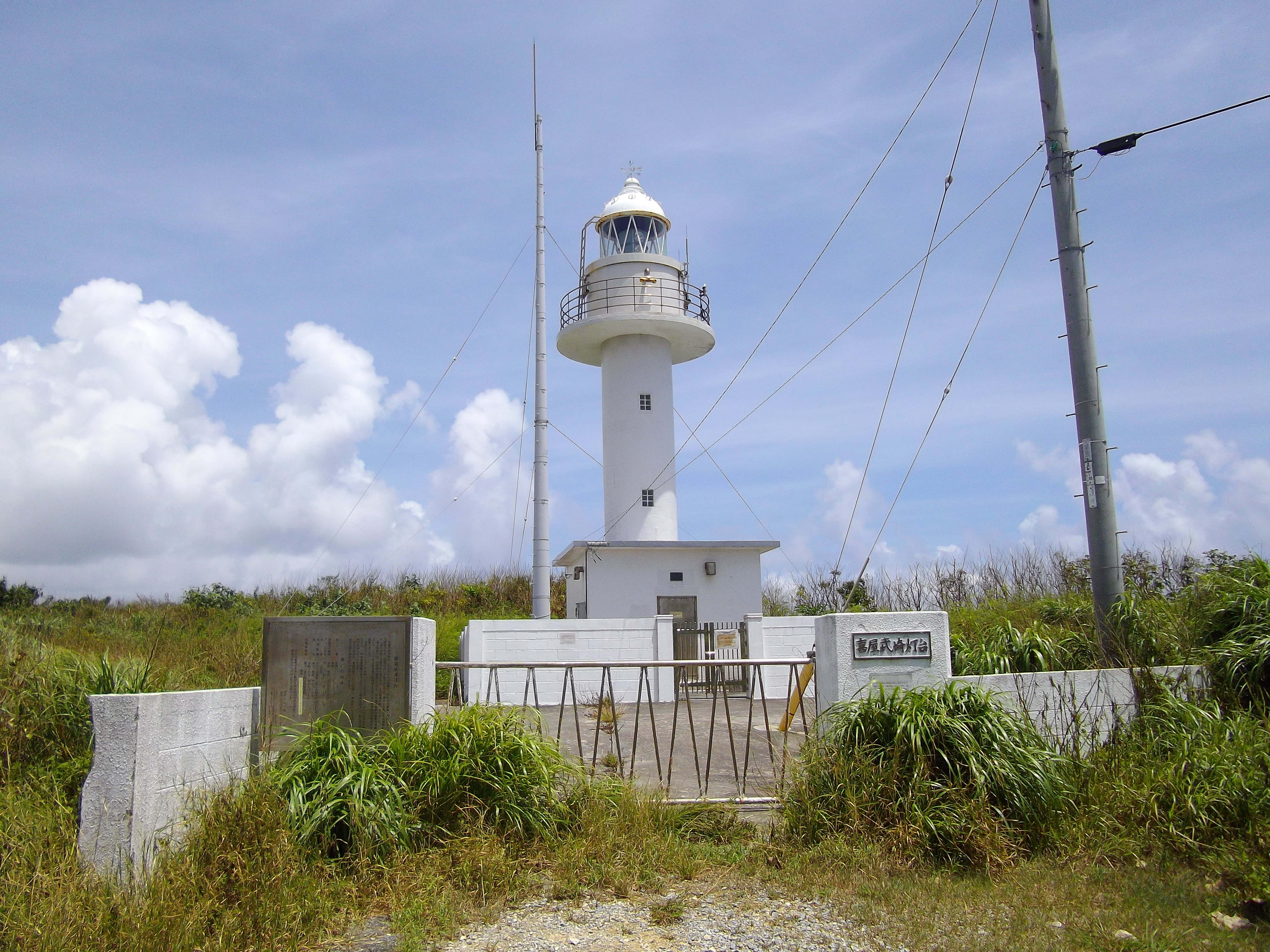
喜屋武埼灯台
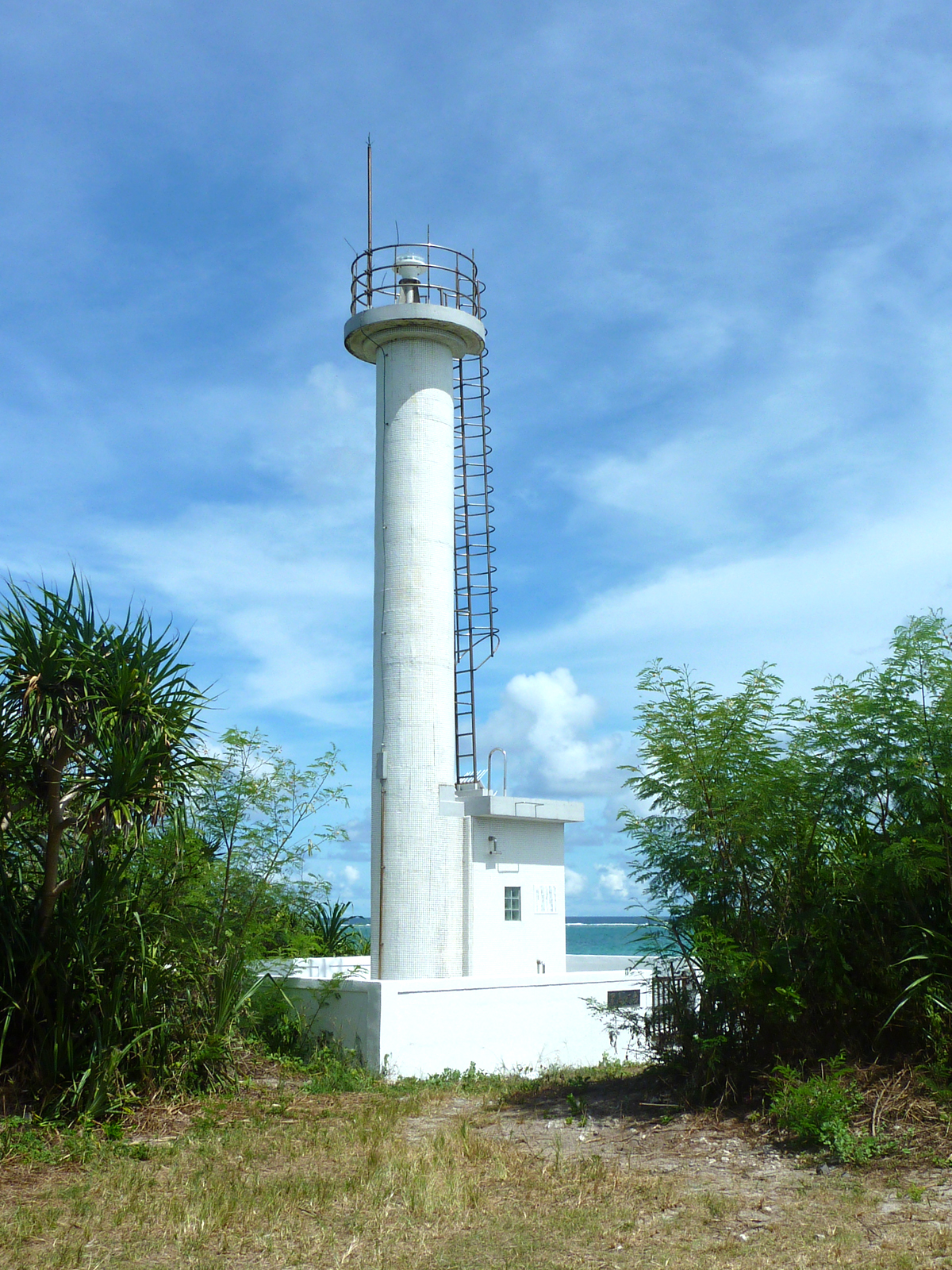
黒島灯台
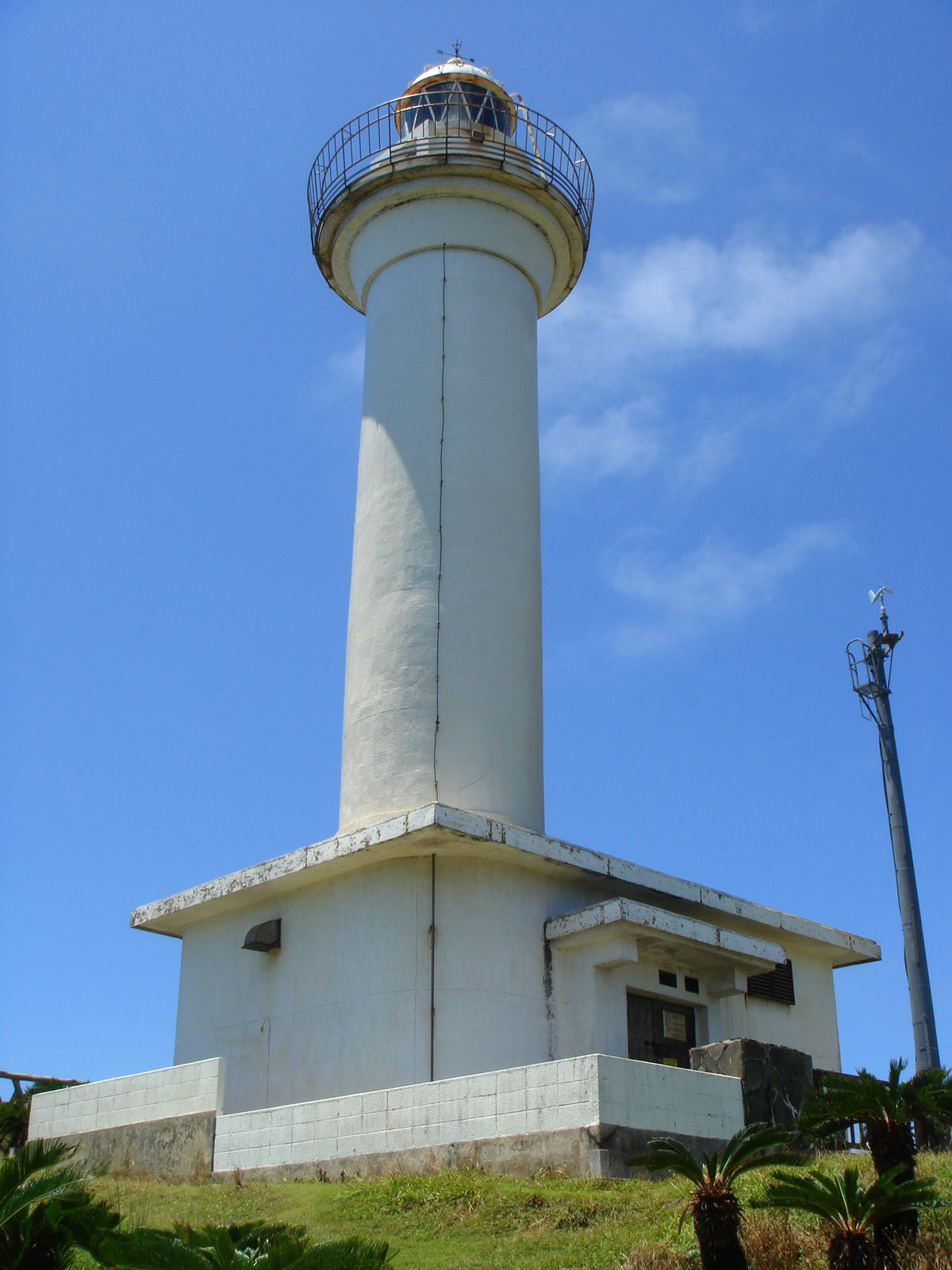
西埼灯台
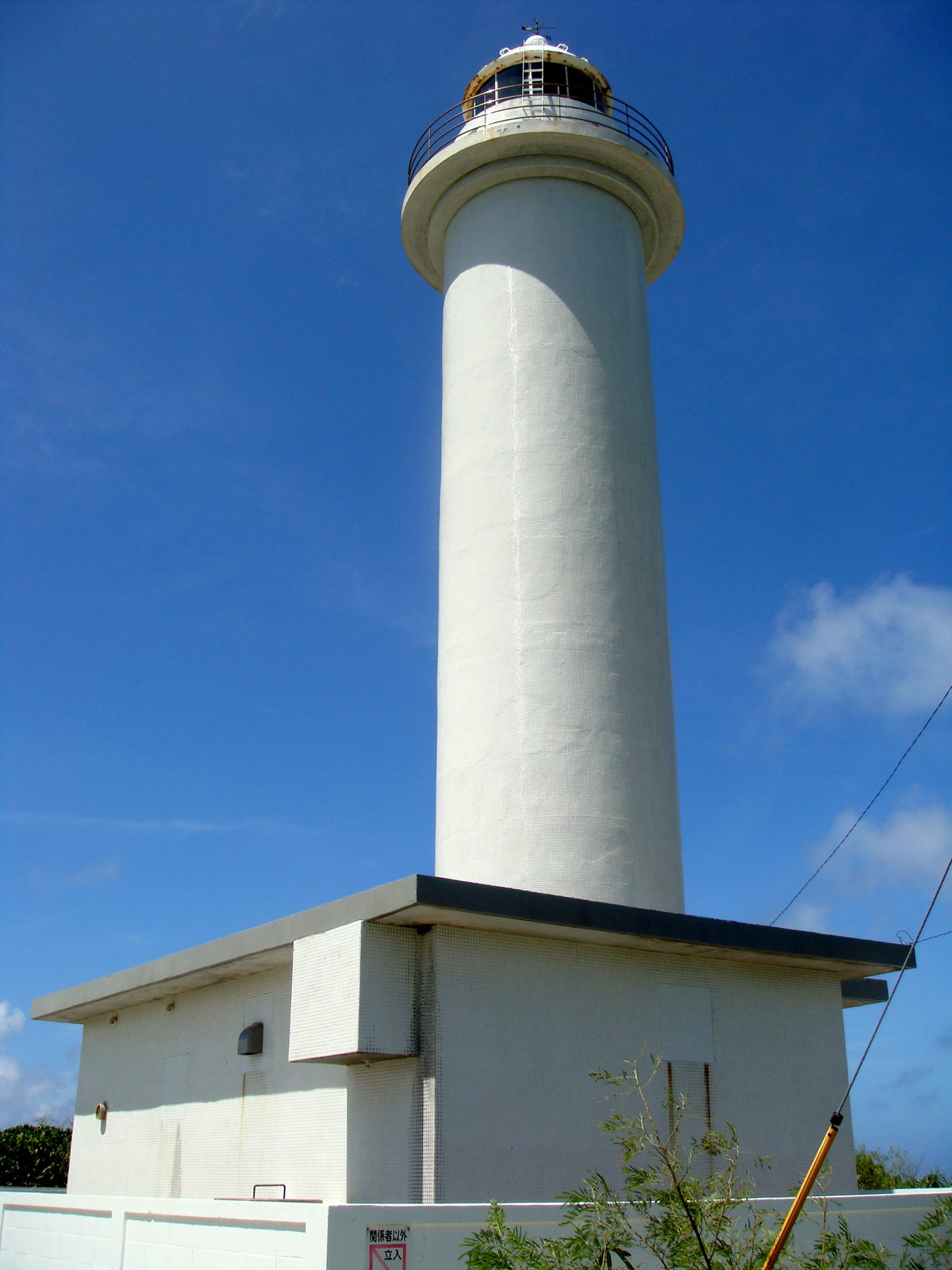
池間島灯台
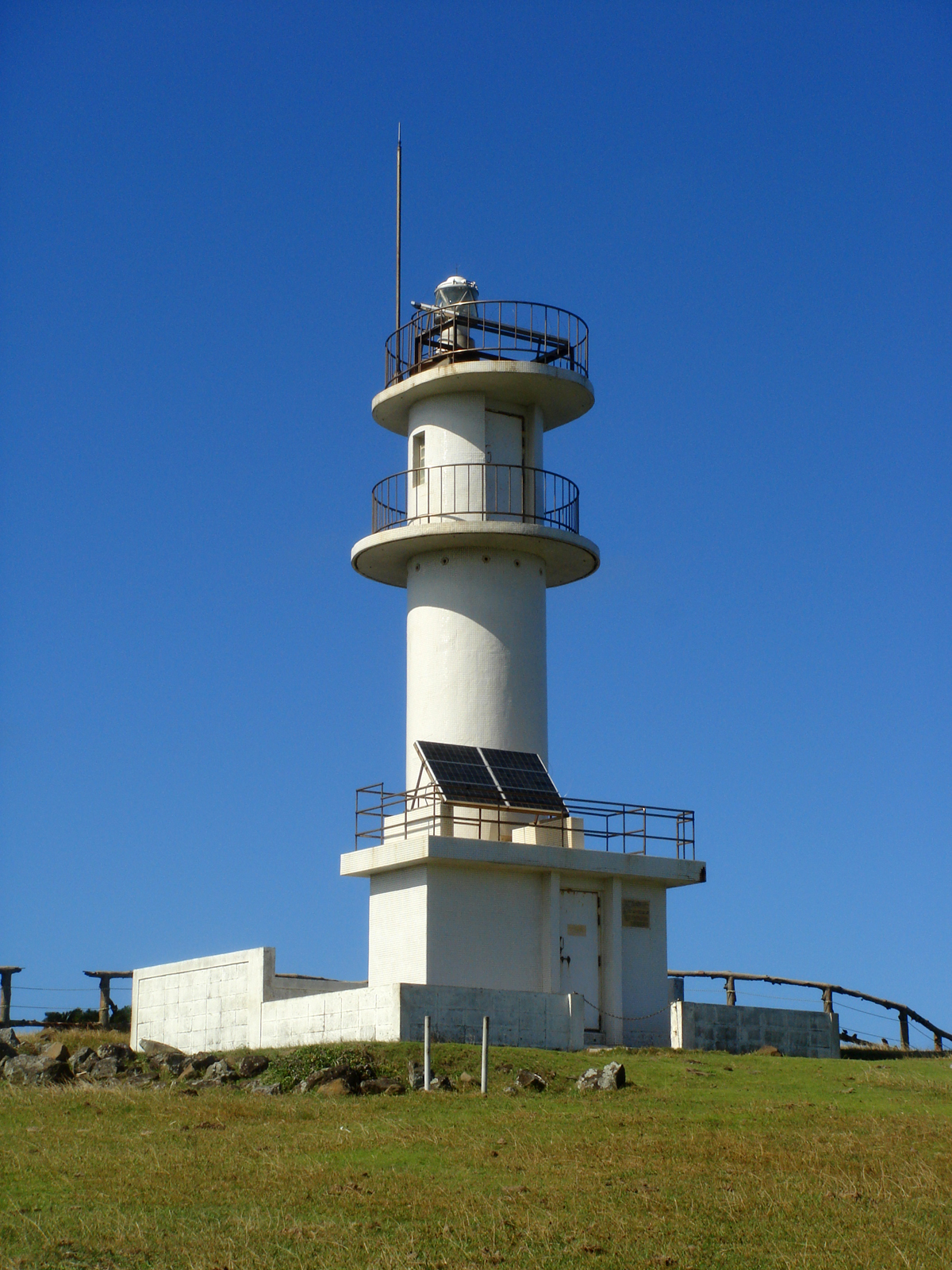
東埼灯台
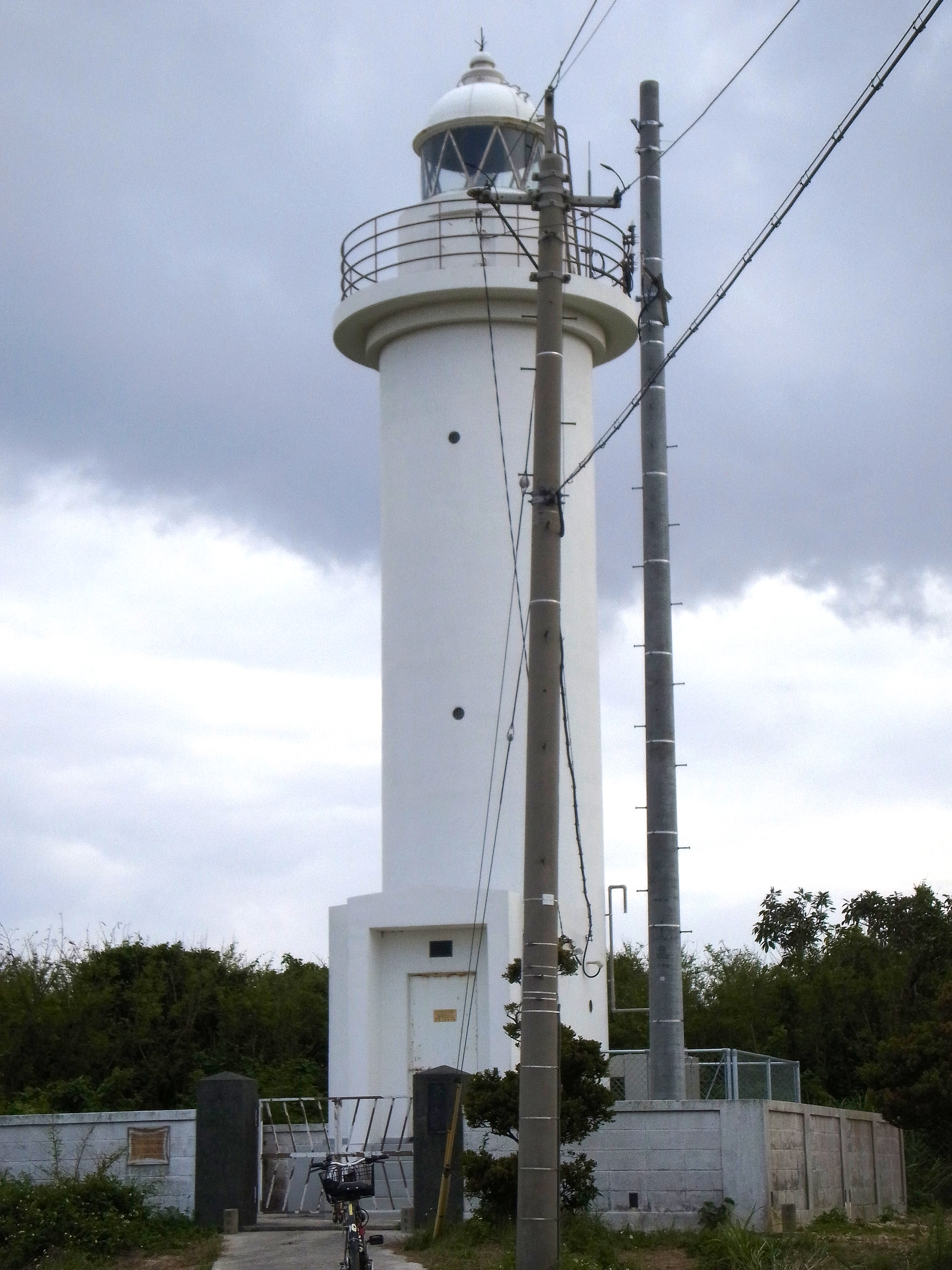
波照間島灯台
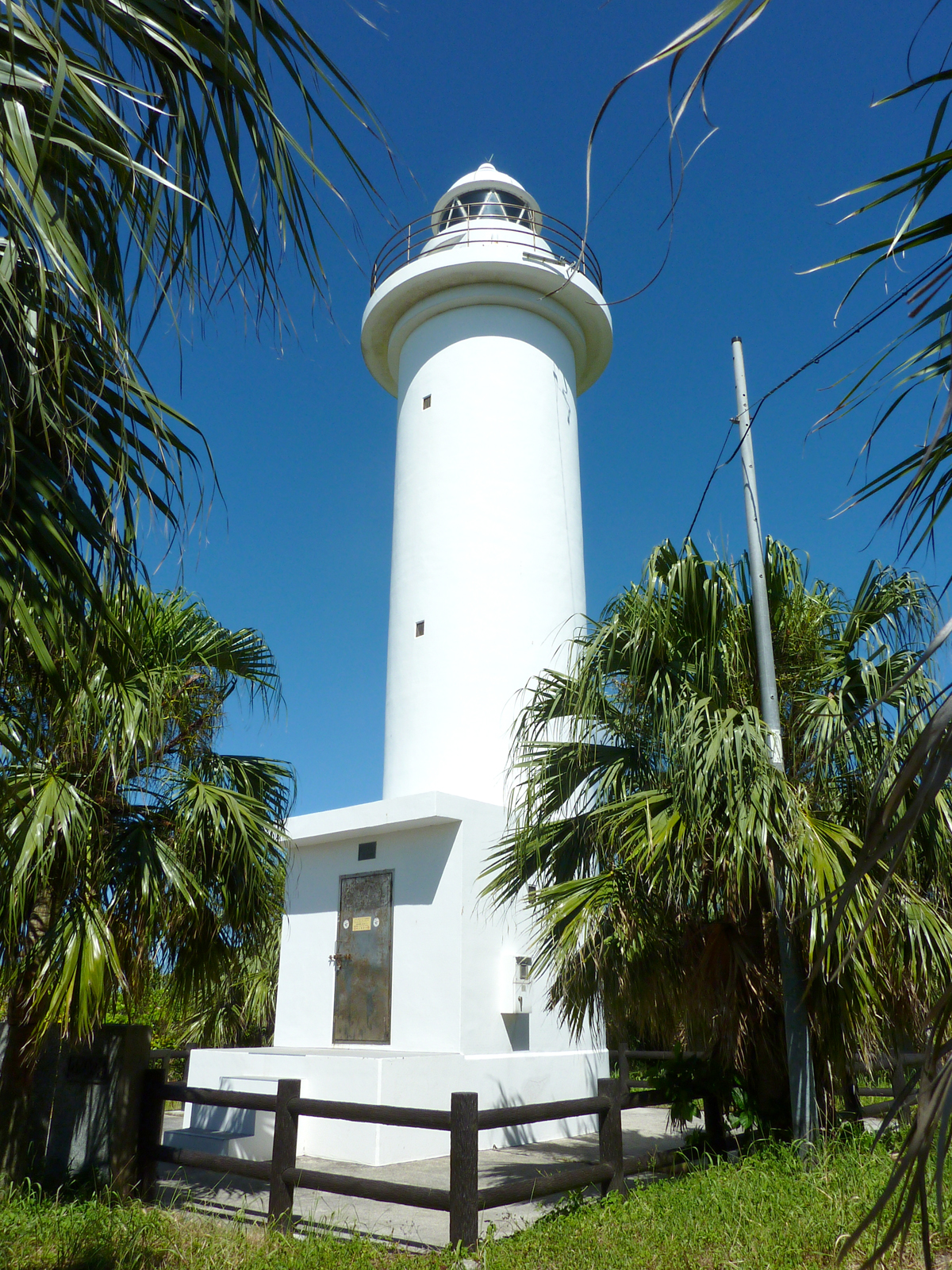
鳩間島灯台
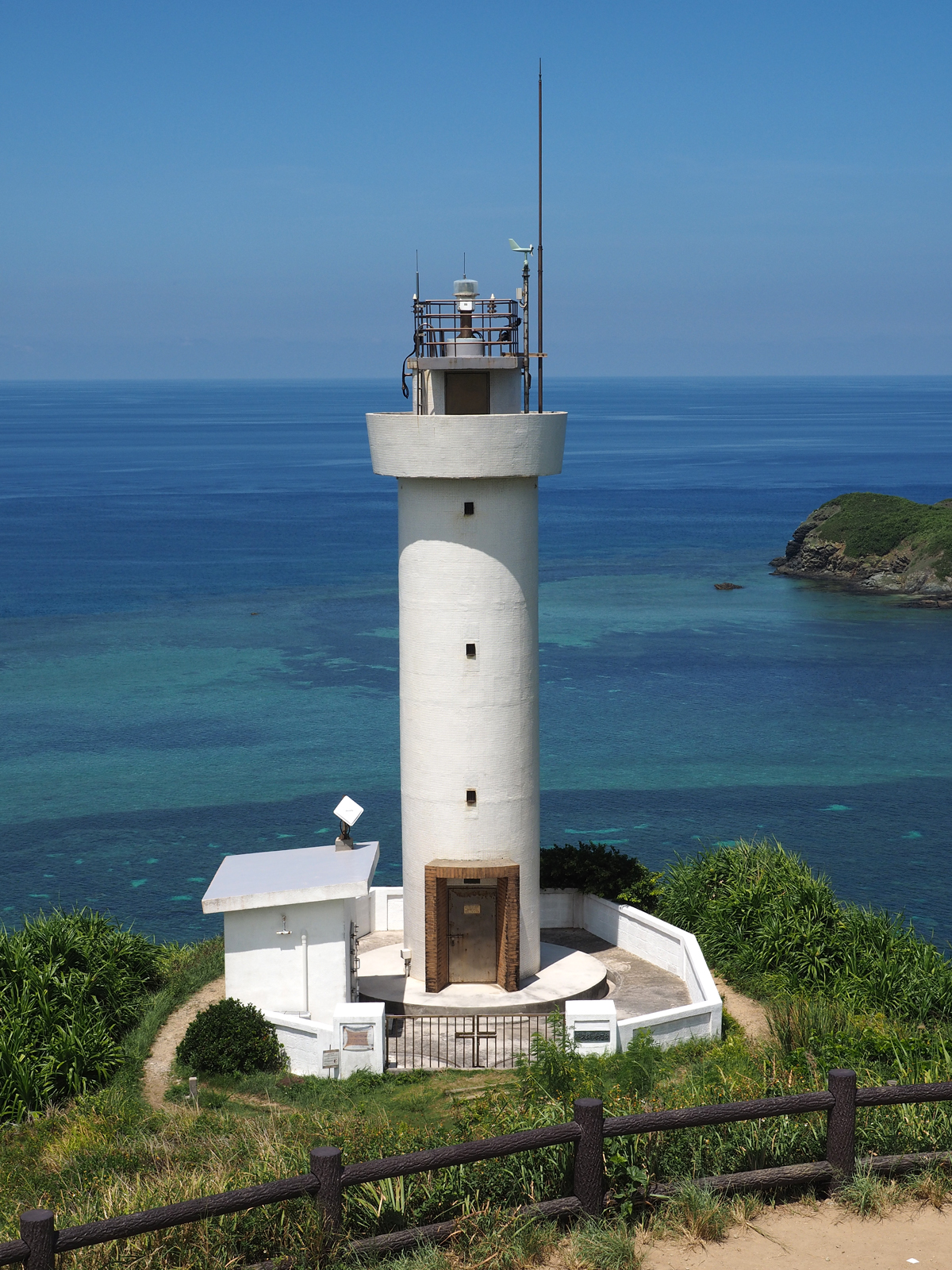
平久保埼灯台
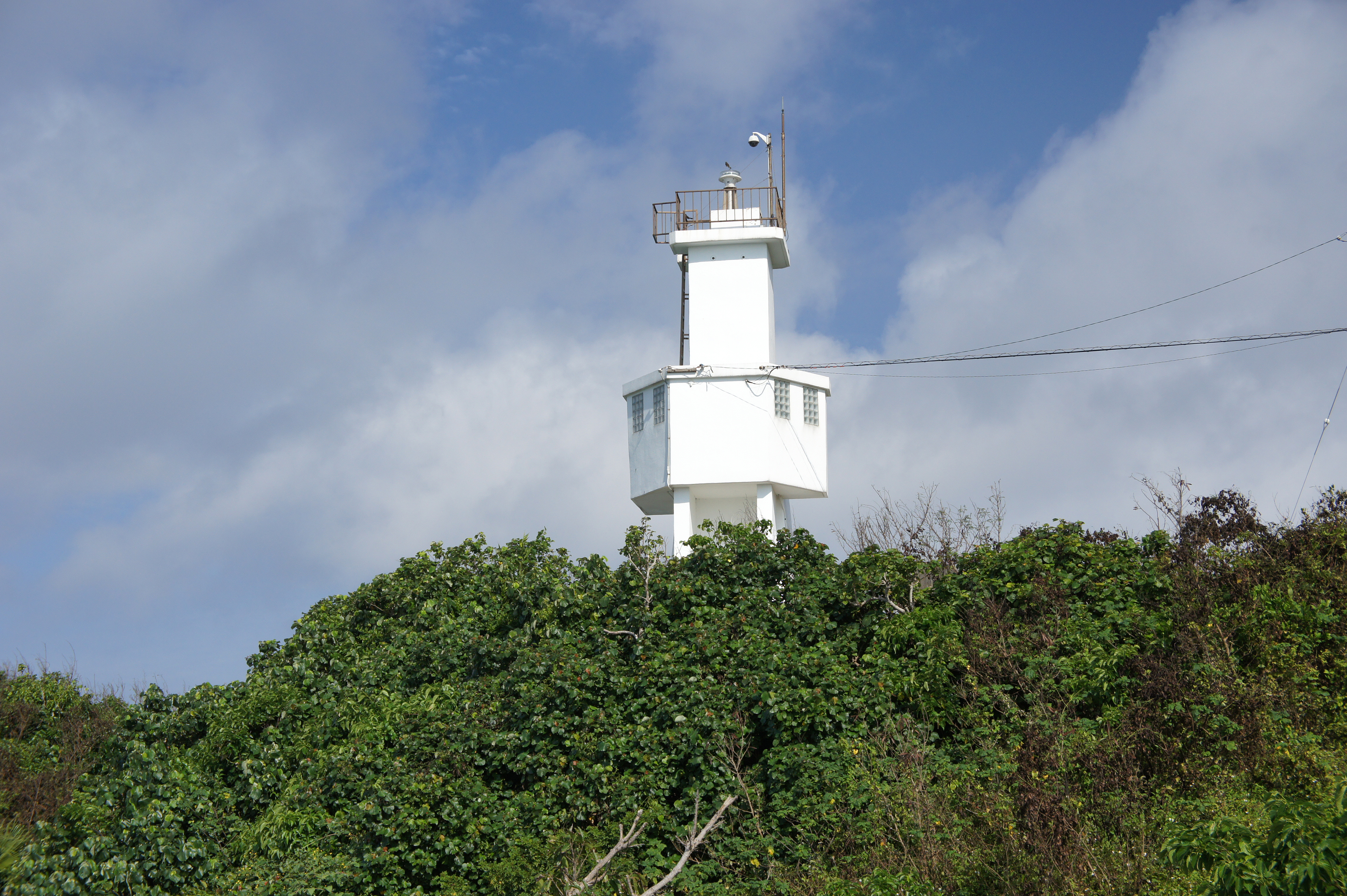
琉球観音埼灯台

## 照射灯
- 西埼北西方照射灯 沖縄県八重山郡与那国町（西埼灯台）

## 防波堤灯台
- 阿嘉港第一防波堤灯台 沖縄県島尻郡座間味村（阿嘉港第一防波堤外端）
- 阿波連港第一防波堤灯台 沖縄県島尻郡渡嘉敷村（阿波連港第一防波堤外端）
- 伊江港南防波堤灯台 沖縄県国頭郡伊江村（伊江港南防波堤外端）
- 伊平屋港東防波堤灯台 沖縄県島尻郡伊平屋村（伊平屋港東防波堤外端）
- 宜野湾港北防波堤灯台 沖縄県宜野湾市（宜野湾港北防波堤外端）
- 久部良港西崎防波堤灯台 沖縄県八重山郡与那国町（久部良港西崎防波堤外端）
- 金武中城港安座真地区外防波堤灯台 沖縄県金武中城港（安座真地区外防波堤外端）
- 金武中城港海野北防波堤灯台 沖縄県金武中城港（海野北防波堤外端）
- 金武中城港中城新港西防波堤東灯台 沖縄県金武中城港（中城湾新港西防波堤東端）
- 金武中城港中城新港東防波堤西灯台 沖縄県金武中城港（中城湾新港東防波堤西端）
- 金武中城港中城西防波堤東灯台 沖縄県金武中城港（中城西防波堤東端）
- 金武中城港津堅北防波堤灯台 沖縄県金武中城港（津堅北防波堤外端）
- 金武中城港馬天北防波堤灯台 沖縄県金武中城港（馬天北防波堤外端）
- 金武中城港浜地区防波堤灯台 沖縄県金武中城港（浜地区防波堤外端）
- 金武中城港平敷屋沖防波堤南灯台 沖縄県金武中城港（平敷屋沖防波堤南端）
- 金武中城港泡瀬波除防波堤灯台 沖縄県金武中城港（泡瀬波除防波堤外端）
- 古宇利港沖防波堤東灯台 沖縄県国頭郡今帰仁村（古宇利港沖防波堤東端）
- 佐良浜港第1防波堤灯台 沖縄県宮古島伊良部町（佐良浜港第1防波堤外端）
- 佐良浜港第一防波堤南灯台 沖縄県宮古島市（佐良浜港第一防波堤南端）
- 佐良浜港北第一防波堤灯台 沖縄県宮古島市（佐良浜港北第一防波堤外端）
- 座間味港外防波堤灯台 沖縄県島尻郡座間味村（座間味港外防波堤外端）
- 石垣港沖西防波堤灯台 沖縄県石垣港（沖西防波堤南西端）
- 石垣港沖南防波堤北灯台 沖縄県石垣港（沖南防波堤北西端）
- 石垣港西防波堤灯台 沖縄県石垣港（西防波堤南端）
- 石垣港第二防波堤灯台 沖縄県石垣港（第二防波堤外端）
- 石垣港登野城第二防波堤灯台 沖縄県石垣港（登野城第二防波堤外端）
- 石垣港南防波堤灯台 沖縄県石垣港（南防波堤外端）
- 船浦港上原地区沖防波堤灯台 沖縄県八重山郡竹富町（船浦港上原地区沖防波堤外端）
- 前兼久港西防波堤灯台 沖縄県国頭郡恩納村（前兼久港西防波堤外端）
- 前兼久港北防波堤灯台 沖縄県国頭郡恩納村（前兼久港北防波堤外端）
- 前泊港我喜屋地区防波堤灯台 沖縄県島尻郡伊平屋村（前泊港我喜屋地区防波堤外端）
- 池間港第二防波堤灯台 沖縄県宮古島市（池間港第二防波堤外端）
- 仲間港南防波堤灯台 沖縄県八重山郡竹富町（仲間港南防波堤外端）
- 仲田港東防波堤灯台 沖縄県島尻郡伊是名村（仲田港東防波堤外端）
- 仲里港北防波堤灯台 沖縄県島尻郡仲里村（仲里港北防波堤外端）
- 鳥島港南防波堤灯台 沖縄県島尻郡具志川村（鳥島港南防波堤外端）
- 渡嘉敷港南防波堤灯台 沖縄県島尻郡渡嘉敷村（渡嘉敷港南防波堤北東端）
- 渡久地港南防波堤灯台 沖縄県渡久地港（南防波堤外端）
- 渡久地港北防波堤灯台 沖縄県渡久地港（北防波堤外端）
- 渡久地港本部防波堤灯台 沖縄県渡久地港（南側防波堤外端）
- 都屋港第二沖防波堤南灯台 沖縄県中頭郡読谷村（都屋港第二沖防波堤南端）
- 島尻港大神東防波堤灯台 沖縄県宮古島市（島尻港大神東防波堤外端）
- 東港南防波堤A灯台 沖縄県国頭郡東村（東港南防波堤外端
- 当添港北防波堤灯台 沖縄県島尻郡与那原町（当添港北防波堤外端）
- 那覇港浦添第一防波堤西仮設灯台 沖縄県那覇港（浦添第一防波堤西端）
- 那覇港浦添北内防波堤灯台 沖縄県那覇港（那覇港浦添北内防波堤外端）
- 那覇港新港第一防波堤南灯台 沖縄県那覇港（新港第一防波堤南端）
- 那覇港新港第一防波堤北灯台 沖縄県那覇港（新港第一防波堤北端）
- 那覇港中防波堤南灯台 沖縄県那覇港（中防波堤南端）
- 那覇港那覇防波堤北仮設灯台 沖縄県那覇港（那覇防波堤北端）
- 那覇新港船だまり防波堤灯台 沖縄県那覇港（新港船だまり防波堤外端）
- 波照間港北防波堤灯台 沖縄県八重山郡竹富町（波照間港北防波堤外端）
- 武中城港浜地区防波堤灯台 沖縄県金武中城港（浜地区防波堤外端）
- 平良港トゥリバー北防波堤灯台 沖縄県宮古島市（平良港トゥリバー地区北防波堤外端）
- 平良港下崎北防波堤灯台 沖縄県平良港（下崎北防波堤外端）
- 平良港荷川取沖防波堤灯台 沖縄県平良港（荷川取沖防波堤外端）
- 平良港西防波堤北灯台 沖縄県平良港（西防波堤北端）
- 平良港南防波堤北灯台 沖縄県平良港（南防波堤北端）
- 平良港北防波堤灯台 沖縄県平良港（北防波堤西端）
- 辺土名港沖防波堤灯台 沖縄県国頭郡国頭村（辺土名港沖防波堤外端）
- 与根港第二防波堤灯台 沖縄県島尻郡豊見城村（ルカン礁灯台の東北東方約13キロメートル）
- 琉球名護港南防波堤灯台 沖縄県名護市（名護港南防波堤外端）

## 灯標
- クエフ島南方灯標 端島灯台（沖縄県島尻郡渡嘉敷村）の東方約9.5キロメートル
- タカツキャ瀬南東方灯標 沖縄県宮古島市（来間島北端の北西方約7.1キロメートル）
- トコマサリ礁灯標 喜屋武埼灯台（沖縄県糸満市）の西北西方約3.8キロメートル
- ナガンヌ島南西方灯標 端島灯台（沖縄県島尻郡渡嘉敷村）の東北東方約6.9キロメートル
- ナガンヌ島北西方灯標 沖縄県島尻郡渡嘉敷村（端島灯台の東北東方約7.8キロメートル）
- ムーキ灯標 喜屋武埼灯台（沖縄県糸満市）の北西方約8.7キロメートル
- メングイ礁灯標 伊計島灯台（沖縄県中頭郡与那城村）の東北東方約4.0キロメートル
- 阿嘉港西口灯標 慶留間島三角点（沖縄県島尻郡座間味村）の西北西方約750メートル
- 伊計島南方灯標 伊計島灯台（沖縄県うるま市）の南方約7.2キロメートル
- 伊是名港第1号灯標 伊是名島三角点（沖縄県島尻郡伊是名村）の南南西方約1.5キロメートル
- 伊是名港第2号灯標 伊是名島三角点（沖縄県島尻郡伊是名村）の南南西方約1.4キロメートル
- 伊是名港第3号灯標 伊是名島三角点（沖縄県島尻郡伊是名村）の南南西方約1.4キロメートル
- 奥武港第2号灯標 沖縄県南城市（崎原埼の南南西方約900メートル）
- 奥武港第4号灯標 沖縄県南城市（崎原埼の西南西方約800メートル）
- 奥武港第5号灯標 沖縄県南城市（崎原埼の西方約950メートル）
- 屋那覇島東方灯標 伊是名島三角点（沖縄県島尻郡伊是名村）の南方約3.1キロメートル
- 恩納港第2号灯標 恩納岳（沖縄県国頭郡恩納村）の北西方約3.8キロメートル
- 恩納港第3号灯標 恩納岳（沖縄県国頭郡恩納村）の北西方約3.2キロメートル
- 嘉手納港第2号灯標 残波岬灯台（沖縄県中頭郡読谷村）の南南東方約9.3キロメートル
- 嘉手納港第3号灯標 残波岬灯台（沖縄県中頭郡読谷村）の南南東方約9.0キロメートル
- 嘉手納港第4号灯標 残波岬灯台（沖縄県中頭郡読谷村）の南南東方約9.1キロメートル
- 久松港南水路第2号灯標 沖縄県宮古島市（西浜埼の西方約2.3キロメートル）
- 久松港南水路第4号灯標 沖縄県宮古島市（西浜埼の北北東方約900メートル）
- 久松港南水路第5号灯標 沖縄県宮古島市（西浜埼の北方約1.4キロメートル）
- 金武中城港ウンタク灯標 沖縄県金武中城港内（知名埼灯台の東方約2.4キロメートル）
- 金武中城港沖縄石油精製灯標 沖縄県金武中城港内（平安座島西端の北北西方約1.0キロメートル）
- 金武中城港沖縄石油灯標 沖縄県金武中城港（平安座島西端の北北西方約1.0キロメートル）
- 金武中城港石川第4号灯標 沖縄県金武中城港内（金武中城港指向灯の北方約1.5キロメートル）
- 金武中城港中城浜第2号灯標 沖縄県金武中城港（知名埼灯台の北北西方約6.5キロメートル）
- 金武中城港中城浜第3号灯標 沖縄県金武中城港（知名埼灯台の北北西方約7.4キロメートル）
- 金武中城港浜比嘉口灯標 沖縄県金武中城港（伊計島灯台の南方約7.2キロメートル）
- 慶良間黒島南方灯標 沖縄県島尻郡渡嘉敷村（端島灯台の西方約5.1キロメートル）
- 慶良間前島南方灯標 端島灯台（沖縄県島尻郡渡嘉敷村（端島））の南南西方約5.2キロメートル
- 兼城港第1号灯標 沖縄県島尻郡具志川村（雨ノ埼の西北西方約1.5キロメートル）
- 兼城港第2号灯標 雨の埼（沖縄県島尻郡仲里村）の西北西方約1.3キロメートル
- 兼城港第3号灯標 雨の埼（沖縄県島尻郡仲里村）の西北西方約1.4キロメートル
- 港川港第2号灯標 沖縄県糸満市（喜屋武埼灯台の東北東方約11キロメートル）
- 港川港第3号灯標 沖縄県糸満市（喜屋武埼灯台の東北東方約11キロメートル）
- 黒島水路第1号灯標 黒島灯台（沖縄県八重山郡竹富町）の北方約5.2キロメートル
- 黒島水路第4号灯標 黒島灯台（沖縄県八重山郡竹富町）の北北西方約4.5キロメートル
- 座間味平瀬灯標 沖縄県島尻郡座間味村（牛ノ島灯台の西南西方約3.3キロメートル）
- 志喜屋港第2号灯標 沖縄県南城市（知念岬の南西方約3.2キロメートル）
- 志喜屋港第4号灯標 沖縄県南城市（知念岬の南西方約3.3キロメートル）
- 志喜屋港第6号灯標 沖縄県南城市（知念岬の南南西方約2.2キロメートル）
- 小浜航門南口灯標 小浜島細埼灯台（沖縄県八重山郡竹富町）の西南西方約760メートル
- 小浜航門北口灯標 小浜島細埼灯台（沖縄県八重山郡竹富町）の北方約3.6キロメートル
- 水納港第2号灯標 水納島灯台（沖縄県国頭郡本部町）の北方約750メートル
- 水納港第4号灯標 水納島灯台（沖縄県国頭郡本部町）の北北西方約700メートル
- 勢理客港第1号灯標 家之下島三角点（沖縄県島尻郡伊是名村）の南方約770メートル
- 勢理客港第2号灯標 家之下島三角点（沖縄県島尻郡伊是名村）の南方約800メートル
- 西表島白浜港水路第2号灯標 沖縄県白浜港内（本成屋埼西端の北方約310メートル）
- 西表島白浜港水路第4号灯標 沖縄県白浜港内（本成屋埼西端の北北西方約720メートル）
- 西表島白浜港水路第6号灯標 沖縄県白浜港内（本成屋埼西端の北方約1.3キロメートル）
- 西表島白浜港第1号灯標 野底埼（沖縄県八重山郡竹富町）の北北東方約1.7キロメートル
- 西表島白浜港第4号灯標 野底埼（沖縄県八重山郡竹富町）の東方約670メートル
- 西表島白浜港第5号灯標 野底埼（沖縄県八重山郡竹富町）の南東方約1.5キロメートル
- 西表島白浜港第8号灯標 野底埼（沖縄県八重山郡竹富町）の南東方約1.9キロメートル
- 石垣港登野城第1号灯標 石垣港登野城第二防波堤灯台（沖縄県石垣市）の南東方約1.0キロメートル
- 石垣港登野城第2号灯標 石垣港登野城第二防波堤灯台（沖縄県石垣市）の南東方約1.1キロメートル
- 石垣港登野城第3号灯標 沖縄県石垣港内（石垣港登野城第二防波堤灯台の南東方約810メートル）
- 石垣港登野城第4号灯標 沖縄県石垣港内（石垣港登野城第二防波堤灯台の東南東方約860メートル）
- 石垣港登野城第5号灯標 沖縄県石垣港内（石垣港登野城第二防波堤灯台の東南東方約600メートル）
- 石垣港登野城第6号灯標 沖縄県石垣港内（石垣港南防波堤灯台の東南東方約2.8キロメートル）
- 石垣港登野城第7号灯標 沖縄県石垣港内（石垣港登野城第二防波堤灯台の南南東方約310メートル）
- 石垣港登野城第8号灯標 沖縄県石垣港内（石垣港登野城第二防波堤灯台の東南東方約320メートル）
- 船浦港東口第2号灯標 伊武田埼（沖縄県八重山郡竹富町）の東北東方約2.6キロメートル
- 船浦港東口第4号灯標 伊武田埼（沖縄県八重山郡竹富町）の東北東方約2.0キロメートル
- 船浦港東口第6号灯標 伊武田埼（沖縄県八重山郡竹富町）の東北東方約1.2キロメートル
- 船浦港東口第7号灯標 伊武田埼（沖縄県八重山郡竹富町）の北方約500メートル
- 船浦港北口第1号灯標 伊武田埼（沖縄県八重山郡竹富町）の北北西方約2.9キロメートル
- 船浦港北口第3号灯標 伊武田埼（沖縄県八重山郡竹富町）の北北西方約2.2キロメートル
- 船浦港北口第6号灯標 伊武田埼（沖縄県八重山郡竹富町）の北北西方約1.3キロメートル
- 船浦港北口第8号灯標 伊武田埼（沖縄県八重山郡竹富町）の西方約1.0キロメートル
- 船浮港第1号灯標 船浮港灯台（沖縄県八重山郡竹富町）の北方約1.3キロメートル
- 船浮港第2号灯標 船浮港灯台（沖縄県八重山郡竹富町）の東北東方約640メートル
- 船浮港第4号灯標 船浮港灯台（沖縄県八重山郡竹富町）の東方約2.6キロメートル
- 船浮港第5号灯標 船浮港灯台（沖縄県八重山郡竹富町）の東方約3.5キロメートル
- 船浮港第6号灯標 船浮港灯台（沖縄県八重山郡竹富町）の東南東方約3.1キロメートル
- 前兼久港第1号灯標 残波岬灯台（沖縄県中頭郡読谷村）の東方約7.6キロメートル
- 前兼久港第3号灯標 残波岬灯台（沖縄県中頭郡読谷村）の東方約8.1キロメートル
- 前泊港第1号灯標 賀陽岳三角点（沖縄県局尻郡伊平屋村）の東方約2.4キロメートル
- 多良間港普天間第1号灯標 長埼（沖縄県宮古郡多良間村）の南東方約5.0キロメートル
- 多良間港普天間第4号灯標 長埼（沖縄県宮古郡多良間村）の南東方約5.1キロメートル
- 大原航路第23号灯標 小浜島細埼灯台（沖縄県八重山郡竹富町）の南南西方約10キロメートル
- 池間島西方灯標 池間島灯台（沖縄県宮古島市）の西南西方約1.9キロメートル
- 池間島東口水路灯標 池間島灯台（沖縄県宮古島市）の東南東方約2.9キロメートル
- 池間島北東方灯標 池間島灯台（沖縄県宮古島市）の東北東方約3.9キロメートル
- 池間島北方灯標 池間島灯台（沖縄県宮古島市）の北東方約1.9キロメートル
- 竹富島東方灯標 ヨン埼(沖縄県八重山郡竹富町)の東北東方約1.6キロメートル
- 竹富島南水路第1号灯標 竹富島三角点（沖縄県八重山郡竹富町）の東南東方約2.9キロメートル
- 竹富島南水路第2号灯標 沖縄県八重山郡竹富町（竹富島三角点の東南東方約2.9キロメートル）
- 竹富島南水路第4号灯標 竹富島三角点（沖縄県八重山郡竹富町）の南東方約2.4キロメートル
- 竹富島南水路第5号灯標 沖縄県八重山郡竹富町（竹富島三角点の南南東方約2.6キロメートル）
- 竹富島南水路第6号灯標 竹富島三角点（沖縄県八重山郡竹富町）の南南東方約2.6キロメートル
- 竹富島南方水路第1号灯標 クントマリ埼（沖縄県八重山郡竹富町）の南南東方約4.5キロメートル
- 竹富島南方水路第3号灯標 クントマリ埼（沖縄県八重山郡竹富町）の南南東方約5.2キロメートル
- 竹富東港第1号灯標 琉球観音埼灯台（沖縄県石垣市）の南南西方約3.6キロメートル
- 竹富東港第4号灯標 琉球観音埼灯台（沖縄県石垣市）の南南西方約3.6キロメートル
- 仲間港第2号灯標 小浜島細埼灯台（沖縄県八重山郡竹富町）の南西方約11キロメートル
- 仲間港第3号灯標 小浜島細埼灯台（沖縄県八重山郡竹富町）の南西方約10キロメートル
- 長山港第2号灯標 沖縄県宮古島市（西浜埼の西北西方約7.7キロメートル）
- 長山港東口第1号灯標 西浜埼（沖縄県宮古島市）の北北西方約5.8キロメートル
- 長山港東口第3号灯標 西浜埼（沖縄県宮古島市）の北西方約5.1キロメートル
- 長山港東口第6号灯標 西浜埼（沖縄県宮古島市）の北西方約5.3キロメートル
- 長山水路第1号灯標 西浜埼（沖縄県宮古島市）の西方約7.2キロメートル
- 長山水路第2号灯標 西浜埼（沖縄県宮古島市）の西方約6.9キロメートル
- 長山水路第8号灯標 ヤラブガ埼（沖縄県宮古島市）の東南東方約2.7キロメートル
- 鳥島港灯標 沖縄県島尻郡具志川村（雨ノ埼の西北西方約2.2キロメートル）
- 渡名喜港第2号灯標 渡名喜港灯台（沖縄県島尻郡渡名喜村）の西南西方約840メートル
- 渡名喜港第4号灯標 渡名喜港灯台（沖縄県島尻郡渡名喜村）の西南西方約490メートル
- 徳仁港口灯標 沖縄県南城市（久高島灯台の北西方約320メートル）
- 那覇港左舷灯標 沖縄県那覇港（那覇港導灯（前灯）の北西方約450メートル）
- 那覇港第6号仮設灯標 沖縄県那覇港（那覇港右舷灯台の西北西方約970メートル）
- 那覇港泊第1号灯標 沖縄県那覇港（那覇港新港第一防波堤南灯台の北東方約1.1キロメートル）
- 那覇港泊第2号灯標 沖縄県那覇港（那覇港新港第一防波堤南灯台の東南東方約1.0キロメートル）
- 那覇港倭口第2号灯標 沖縄県那覇港（那覇港新港第一防波堤北灯台の南東方約590メートル）
- 那覇港倭口第4号灯標 沖縄県那覇港（那覇港新港第一防波堤北灯台の南南東方約1.5キロメートル）
- 波照間港第2号灯標 波照間島灯台（沖縄県八重山郡竹富町）の北西方約2.6キロメートル
- 八重干瀬南東灯標 沖縄県宮古島市（池間島灯台の北東方約6.6キロメートル）
- 八重干瀬北西灯標 沖縄県宮古島市（池間島灯台の北方約13キロメートル）
- 八重干瀬北灯標 沖縄県宮古島市（池間島灯台の北方約16キロメートル）
- 鳩間港西口第1号灯標 鳩間島灯台（沖縄県八重山郡竹富町）の南西方約2.0キロメートル
- 鳩間港西口第4号灯標 鳩間島灯台（沖縄県八重山郡竹富町）の南南西方約870メートル
- 鳩間港南口第2号灯標 鳩間島灯台（沖縄県八重山郡竹富町）の南南東方約2.6キロメートル
- 鳩間港南口第4号灯標 鳩間島灯台（沖縄県八重山郡竹富町）の南南東方約2.2キロメートル
- 鳩間港南口第5号灯標 鳩間島灯台（沖縄県八重山郡竹富町）の南南東方約1.7キロメートル
- 鳩間港南口第6号灯標 鳩間島灯台（沖縄県八重山郡竹富町）の南南東方約1.3キロメートル
- 浜川港第2号灯標 沖縄県中頭郡北谷町（宜野湾港北防波堤灯台の北北東方約4.9キロメートル）
- 普天間港第1号灯標 沖縄県宮古郡多良間村（長埼の南東方約5.1キロメートル）
- 普天間港第4号灯標 長埼（沖縄県宮古郡多良間村）の南東方約5.1キロメートル
- 与根港第2号灯標 瀬長島三角点（沖縄県島尻郡豊見城村）の南南西方約2.1キロメートル
- 与根港第4号灯標 瀬長島三角点（沖縄県島尻郡豊見城村）の南方約1.6キロメートル
- 来間島南西方灯標 沖縄県宮古島市（来間島西端の南西方約3.8キロメートル）
- 来間島北西方灯標 沖縄県宮古島市（来間島北端の北西方約3.2キロメートル）
- 琉球大瀬灯標 沖縄県那覇市（大嶺鼻の西南西方約2.3キロメートル）
- 琉球中ノ瀬灯標 水納島灯台（沖縄県国頭郡本部町）の北方約3.6キロメートル
- 琉球平瀬灯標 久高島灯台（沖縄県南城市）の南西方約1.4キロメートル

## 浮標
- りゅうせき安和第1号浮標 琉球名護港南防波堤灯台（沖縄県名護市）の西北西方約6.0キロメートル
- りゅうせき安和第2号浮標 琉球名護港南防波堤灯台（沖縄県名護市）の西北西方約5.9キロメートル
- 運天港第9号浮標 沖縄県運天港内（雷鳴埼三角点の南方約860メートル）
- 運天港第10号浮標 沖縄県運天港内（雷鳴埼三角点の南南西方約730メートル）
- 運天港第11号浮標 沖縄県運天港内（オランダ埼の北西方約130メートル）
- 運天港第14号浮標 沖縄県運天港内（ズシ埼の南南西方約520メートル）
- 運天港第16号浮標 沖縄県運天港内（ズシ埼の南方約1.0キロメートル）
- 運天港第17号浮標 沖縄県運天港内（ズシ埼の南南東方約1.5キロメートル）
- 運天港第20号浮標 沖縄県運天港内（ズシ埼の南南東方約2.1キロメートル）
- 運天港第21号浮標 沖縄県運天港内（奥武島三角点の西方約2.0キロメートル）
- 運天港第22号浮標 沖縄県運天港内（奥武島三角点の西南西方約2.6キロメートル）
- 運天港第23号浮標 沖縄県運天港内（奥武島三角点の西南西方約1.4キロメートル）
- 運天港第24号浮標 沖縄県運天港内（奥武島三角点の南西方約1.7キロメートル）
- 金武中城港金武第6号浮標 沖縄県金武中城港内（伊計島灯台の西北西方約9.1キロメートル）
- 金武中城港石川火力発電第5号浮標 沖縄県金武中城港内（伊計島灯台の北北東方約1.8キロメートル）
- 金武中城港石川火力発電第6号浮標 沖縄県金武中城港内（伊計島灯台の北北東方約2.0キロメートル）
- 金武中城港日石精第5号浮標 沖縄県金武中城港内（奥武岬先端の南南西方約5.1キロメートル）
- 金武中城港馬天第3号浮標 沖縄県金武中城港内（金武中城港馬天北防波堤灯台の南東方約190メートル）
- 金武中城港琉石第1号浮標 沖縄県金武中城港内（金武中城港馬天北防波堤灯台の東北東方約1.1キロメートル）
- 金武中城港琉石第2号浮標 沖縄県金武中城港内（金武中城港馬天北防波堤灯台の東北東方約1.0キロメートル）
- 糸満港第8号浮標 エージナ島三角点（沖縄県糸満市）の北方約1.7キロメートル
- 糸満港第10号浮標 エージナ島三角点（沖縄県糸満市）の北方約2.0キロメートル
- 糸満港第12号浮標 エージナ島三角点（沖縄県糸満市）の北方約2.4キロメートル
- 大浦湾第3号浮標 長島（沖縄県名護市）東端の北東方約100メートル
- 大浦湾第4号浮標 長島（沖縄県名護市）東端の東北東方約400メートル
- 仲里港第1号浮標 イチュンジャ（沖縄県島尻郡仲里村）北端の西北西方約1.1キロメートル
- 長山港東口第5号浮標 ヤラブガ埼（沖縄県宮古島市）先端の東南東方約2.1キロメートル
- 渡久地港瀬底第1号浮標 沖縄県渡久地港内（渡久地港本部防波堤灯台の北方約1.9キロメートル）
- 渡久地港瀬底第2号浮標 瀬底島三角点（沖縄県国頭郡本部町）の北東方約360メートル
- 渡久地港第2号浮標 瀬底島三角点（沖縄県国頭郡本部町）の北北西方約1.1キロメートル
- 渡久地港第4号浮標 瀬底島三角点（沖縄県国頭郡本部町）の北北東方約780メートル
- 渡久地港第8号浮標 沖縄県渡久地港内（渡久地港南防波堤灯台の西方約1.1キロメートル）
- 渡久地港第10号浮標 沖縄県渡久地港内（渡久地港南防波堤灯台の西北西方約780メートル）
- 渡久地港第12号浮標 沖縄県渡久地港内（渡久地港南防波堤灯台の西北西方約330メートル）
- 那覇港倭口第4号浮標 沖縄県那覇港内（那覇港中防波堤北灯台の南南東方約1.8キロメートル）
- 牧港第3号浮標 牧港埼（沖縄県浦添市）の北北東方約1.1キロメートル
- 牧港第5号浮標 牧港埼（沖縄県浦添市）の東北東方約1.1キロメートル
- 牧港第7号浮標 牧港埼（沖縄県浦添市）の東北東方約1.1キロメートル
- 牧港第8号浮標 牧港埼（沖縄県浦添市）の東北東方約1.1キロメートル
- 琉石安和第1号浮標 琉球名護港南防波堤灯台（沖縄県名護市）の西北西方約6.0キロメートル
- 琉石安和第2号浮標 琉球名護港南防波堤灯台（沖縄県名護市）の西北西方約5.9キロメートル

## 灯浮標
- りゅうせき安和第2号灯浮標 琉球名護南防波堤灯台（沖縄県名護市）の西北西方約5.9キロメートル
- 伊江港灯浮標 伊江島三角点（沖縄県国頭郡伊江村）の南方約1.2キロメートル
- 伊江島東方灯浮標 備瀬埼灯台（沖縄県国頭郡本部町）の西方約3.5キロメートル
- 伊江島灯浮標 備瀬埼灯台（沖縄県国頭郡本部町）の西方約3.6キロメートル
- 運天港第1号灯浮標 古宇利島三角点（沖縄県国頭郡今帰仁村）の西南西方約1.1キロメートル
- 運天港第2号灯浮標 古宇利島三角点（沖縄県国頭郡今帰仁村）の西南西方約1.4キロメートル
- 運天港第3号灯浮標 古宇利島三角点（沖縄県国頭郡今帰仁村）の南南西方約1.5キロメートル
- 運天港第4号灯浮標 古宇利島三角点（沖縄県国頭郡今帰仁村）の南南西方約1.6キロメートル
- 運天港第5号灯浮標 雷鳴埼三角点（沖縄県国頭郡今帰仁村）の東方約840メートル
- 運天港第6号灯浮標 雷鳴埼三角点（沖縄県国頭郡今帰仁村）の東方約690メートル
- 運天港第7号灯浮標 沖縄県運天港内（雷鳴埼三角点の南東方約720メートル）
- 運天港第8号灯浮標 沖縄県運天港内（雷鳴埼三角点の南東方約550メートル）
- 金武中城港チグニガ瀬灯浮標 沖縄県金武中城港内（津堅島南端の南西方約5.2キロメートル）
- 金武中城港沖縄ターミナル第3号灯浮標 沖縄県金武中城港内（伊計島灯台の南西方約3.9キロメートル）
- 金武中城港沖縄ターミナル第5号灯浮標 沖縄県金武中城港内（伊計島灯台の南西方約4.5キロメートル）
- 金武中城港沖縄ターミナル第7号灯浮標 沖縄県金武中城港内（伊計島灯台の南西方約5.6キロメートル）
- 金武中城港沖縄ターミナル第8号灯浮標 沖縄県金武中城港内（伊計島灯台の西南西方約6.6キロメートル）
- 金武中城港沖縄石油基地シーバースA灯浮標 沖縄県金武中城港内（伊計島灯台の西南西方約1.2キロメートル）
- 金武中城港沖縄石油基地シーパースA灯浮標 沖縄県金武中城港内（伊計島灯台の西南西方約1.2キロメートル）
- 金武中城港沖縄石油基地シーバースB灯浮標 沖縄県金武中城港内（伊計島灯台の南西方約2.8キロメートル
- 金武中城港沖縄石油基地シーパースB灯浮標 沖縄県金武中城港内（伊計島灯台の南西方約2.8キロメートル）
- 金武中城港金武火力発電第2号灯浮標 沖縄県金武中城港内（伊計島灯台の西北西方約7.0キロメートル）
- 金武中城港金武火力発電第4号灯浮標 沖縄県金武中城港内（伊計島灯台の西北西方約8.0キロメートル）
- 金武中城港金武第10号灯浮標 沖縄県金武中城港内（伊計島灯台の東北東方約2.7キロメートル）
- 金武中城港金武第1号灯浮標 沖縄県金武中城港内（伊計島灯台の西北西方約4.3キロメートル）
- 金武中城港金武第2号灯浮標 沖縄県金武中城港内（金武岬の南南東方約2.0キロメートル）
- 金武中城港金武第3号灯浮標 沖縄県金武中城港内（伊計島灯台の西方約6.7キロメートル）
- 金武中城港金武第4号灯浮標 沖縄県金武中城港内（伊計島灯台の西北西方約6.4キロメートル）
- 金武中城港金武第5号灯浮標 沖縄県金武中城港内（伊計島灯台の西方約8.9キロメートル）
- 金武中城港金武第6号灯浮標 沖縄県金武中城港内（伊計島灯台の西北西方約9.1キロメートル）
- 金武中城港金武第7号灯浮標 沖縄県金武中城港区（伊計島灯台の西方約11キロメートル）
- 金武中城港金武第8号灯浮標 沖縄県金武中城港内（伊計島灯台の東北東方約5.6キロメートル）
- 金武中城港具志川火力発電第1号灯浮標 沖縄県金武中城港内（伊計島灯台の東方約8.2キロメートル）
- 金武中城港具志川火力発電第2号灯浮標 沖縄県金武中城港内（伊計島灯台の東方約7.8キロメートル）
- 金武中城港具志川火力発電第3号灯浮標 沖縄県金武中城港内（伊計島灯台の東南東方約7.3キロメートル）
- 金武中城港具志川火力発電第4号灯浮標 沖縄県金武中城港内（伊計島灯台の東南東方約6.8キロメートル）
- 金武中城港具志川火力発電第5号灯浮標 沖縄県金武中城港内（伊計島灯台の南東方約6.8キロメートル）
- 金武中城港電源開発第2号灯浮標 沖縄県金武中城港内（伊計島灯台東方約4.8キロメートル）
- 金武中城港電源開発第4号灯浮標 沖縄県金武中城港内（伊計島灯台北東方約2.4キロメートル）
- 金武中城港石川火力発電第1号灯浮標 沖縄県金武中城港内（伊計島灯台の北東方約1.7キロメートル）
- 金武中城港石川火力発電第2号灯浮標 沖縄県金武中城港内（伊計島灯台の北東方約1.7キロメートル）
- 金武中城港石川火力発電第3号灯浮標 沖縄県金武中城港内（伊計島灯台の北北東方約1.8キロメートル）
- 金武中城港石川火力発電第4号灯浮標 沖縄県金武中城港内（伊計島灯台の北北東方約1.8キロメートル）
- 金武中城港石川第1号灯浮標 沖縄県金武中城港内（伊計島灯台の北東方約1.3キロメートル）
- 金武中城港石川第2号灯浮標 沖縄県金武中城港内（伊計島灯台の北東方約1.4キロメートル）
- 金武中城港石川第3号灯浮標 沖縄県金武中城港内（伊計島灯台の北方約1.4キロメートル）
- 金武中城港吉の浦火力発電第1号灯浮標 沖縄県金武中城港（金武中城港中城新港西防波堤東灯台の南西方約7.7キロメートル）
- 金武中城港吉の浦火力発電第2号灯浮標 沖縄県金武中城港（金武中城港中城新港西防波堤東灯台の南西方約7.4キロメートル）
- 金武中城港吉の浦火力発電第3号灯浮標 沖縄県金武中城港（金武中城港中城新港西防波堤東灯台の南西方約7.3キロメートル）
- 金武中城港中城新港第3号灯浮標 沖縄県金武中城港内（金武中城港中城西防波堤東灯台の北北西方約1.0キロメートル）
- 金武中城港中城新港第4号灯浮標 沖縄県金武中城港内（金武中城港中城西防波堤東灯台の北方約1.2キロメートル）
- 金武中城港中城新港第5号灯浮標 沖縄県金武中城港内（金武中城港中城西防波堤東灯台の北西方約1.8キロメートル）
- 金武中城港中城第1号灯浮標 津堅島（沖縄県うるま市）南端の南南東方約4.1キロメートル
- 金武中城港中城第2号灯浮標 沖縄県金武中城港内（津堅島灯台の南南西方約2.1キロメートル）
- 金武中城港津堅口灯浮標 沖縄県金武中城港内（津堅島灯台の北北東方約4.6キロメートル）
- 金武中城港南石第1号灯浮標 沖縄県金武中城港内（知名埼先端の北方約3.2キロメートル）
- 金武中城港南石第3号灯浮標 沖縄県金武中城港内（知名埼先端の北北西方約3.0キロメートル）
- 金武中城港南石第4号灯浮標 沖縄県金武中城港内（知名埼先端の北北西方約3.8キロメートル）
- 金武中城港日石三菱第2号灯浮標 沖縄県金武中城港内（奥武岬先端の南方約5.1キロメートル）
- 金武中城港日石三菱第3号灯浮標 沖縄県金武中城港内（奥武岬先端の南方約4.9キロメートル）
- 金武中城港日石精第1号灯浮標 沖縄県金武中城港内（奥武岬先端の南方約5.4キロメートル）
- 金武中城港日石精第2号灯浮標 沖縄県金武中城港内（奥武岬先端の南方約5.1キロメートル）
- 金武中城港日石精第3号灯浮標 沖縄県金武中城港内（奥武岬先端の南方約4.9キロメートル）
- 金武中城港日石精第4号灯浮標 沖縄県金武中城港内（奥武岬先端の南方約4.7キロメートル）
- 金武中城港日石精第6号灯浮標 沖縄県金武中城港内（奥武岬先端の南南西方約4.4キロメートル）
- 金武中城港馬天第1号灯浮標 沖縄県金武中城港内（金武中城港馬天北防波堤灯台の北東方約1.5キロメートル）
- 金武中城港馬天第2号灯浮標 沖縄県金武中城港内（金武中城港馬天北防波堤灯台の東北東方約650メートル）
- 金武中城港馬天第3号灯浮標 沖縄県金武中城港内（金武中城港馬天北防波堤灯台の南東方約190メートル）
- 金武中城港馬天第4号灯浮標 沖縄県金武中城港（金武中城港馬天北防波堤灯台の東北東方約650メートル）
- 金武中城港馬天第5号灯浮標 沖縄県金武中城港（金武中城港馬天北防波堤灯台の南東方約190メートル）
- 糸満港西水路第1号灯浮標 エージナ島三角点（沖縄県糸満市）の西北西方約2.4キロメートル
- 糸満港西水路第2号灯浮標 エージナ島三角点（沖縄県糸満市）の西北西方約2.2キロメートル
- 糸満港西水路第3号灯浮標 エージナ島三角点（沖縄県糸満市）の北西方約1.9キロメートル
- 糸満港西水路第4号灯浮標 エージナ島三角点（沖縄県糸満市）の北西方約1.7キロメートル
- 糸満港西水路第5号灯浮標 エージナ島三角点（沖縄県糸満市）の北方約1.8キロメートル
- 糸満港西水路第6号灯浮標 エージナ島三角点（沖縄県糸満市）の北方約1.8キロメートル
- 糸満港第1号灯浮標 エージナ島三角点（沖縄県糸満市）の西北西方約1.0キロメートル
- 糸満港第4号灯浮標 エージナ島三角点（沖縄県糸満市）の北北西方約790メートル
- 糸満港第5号灯浮標 エージナ島三角点（沖縄県糸満市）の北方約1.3キロメートル
- 糸満港第9号灯浮標 エージナ島三角点（沖縄県糸満市）の北方約2.0キロメートル
- 糸満港灯浮標 エージナ島三角点（沖縄県糸満市）の北方約2.4キロメートル
- 糸満港南水路第1号灯浮標 エージナ島三角点（沖縄県糸満市）の西北西方約1.0キロメートル
- 糸満港南水路第4号灯浮標 エージナ島三角点（沖縄県糸満市）の北北西方約790メートル
- 糸満港南水路第5号灯浮標 エージナ島三角点（沖縄県糸満市）の北方約1.3キロメートル
- 石垣港第1号灯浮標 沖縄県石垣港内（琉球観音埼灯台の南南東方約2.3キロメートル)
- 石垣港第2号灯浮標 沖縄県石垣港内（観音埼先端の南方約2.9キロメートル）
- 石垣港第3号灯浮標 沖縄県石垣港内（気象台ドームの西方約3.8キロメートル）
- 石垣港第4号灯浮標 沖縄県石垣港内（気象台ドームの西方約4.2キロメートル）
- 石垣港中央灯浮標 観音埼（沖縄県石垣市）先端の南南西方約2.0キロメートル
- 大浦湾第1号灯浮標 長島灯台（沖縄県名護市）の北東方約220メートル
- 大浦湾第2号灯浮標 長島灯台（沖縄県名護市）の東北東方約400メートル
- 中城湾口灯浮標 津堅島（沖縄県うるま市）南端の南東方約3.2キロメートル
- 長山水路第3号灯浮標 ヤラブガ埼（沖縄県宮古島市）の南南東方約1.8キロメートル
- 長山水路第5号灯浮標 ヤラブガ埼（沖縄県宮古島市）の南東方約1.9キロメートル
- 長山水路第10号灯浮標 西浜埼（沖縄県宮古島市）の北北西方約4.3キロメートル
- 渡久地港瀬底第1号灯浮標 沖縄県渡久地港内（渡久地港本部防波堤灯台の北方約1.9キロメートル）
- 渡久地港第1号灯浮標 瀬底島三角点（沖縄県国頭郡本部町）の北方約1.2キロメートル
- 渡久地港第2号灯浮標 瀬底島三角点（沖縄県国頭郡本部町）の北北西方約1.1キロメートル
- 渡久地港第4号灯浮標 瀬底島三角点（沖縄県国頭郡本部町）の北北東方約780メートル
- 渡久地港第5号灯浮標 沖縄県渡久地港内（瀬底島三角点の北北東方約1.0キロメートル）
- 渡久地港第8号灯浮標 沖縄県渡久地港内（渡久地港南防波堤灯台の西方約1.1キロメートル）
- 渡久地港第9号灯浮標 沖縄県渡久地港内（渡久地港南防波堤灯台の西北西方約920メートル）
- 渡久地港第10号灯浮標 沖縄県渡久地港内（渡久地港南防波堤灯台の西北西方約780メートル）
- 渡久地港本部第1号灯浮標 渡久地港本部防波堤灯台（沖縄県国頭郡本部町）の南西方約2.6キロメートル
- 渡久地港本部第3号灯浮標 沖縄県渡久地港内（渡久地港本部防波堤灯台の西南西方約540メートル）
- 那覇港浦添灯浮標 沖縄県那覇港内（那覇港新港第一防波堤北灯台の東方約1.4キロメートル）
- 那覇港第1号灯浮標 沖縄県那覇港内（那覇港新港第一防波堤南灯台の北西方約560メートル）
- 那覇港第4号灯浮標 沖縄県那覇港内（那覇港新港第一防波堤南灯台の南南東方約610メートル）
- 那覇港第5号灯浮標 沖縄県那覇港内（那覇港新港第一防波堤南灯台の北西方約890メートル）
- 那覇港第6号仮設灯浮標 沖縄県那覇港（那覇港右舷灯台の西北西方約950メートル）
- 那覇港第6号灯浮標 沖縄県那覇港内（那覇港導灯（前灯）の西北西方約960メートル）
- 那覇港中央灯浮標 沖縄県那覇港内（那覇港新港第一防波堤南灯台の西北西方約2.1キロメートル）
- 那覇港泊第1号灯浮標 沖縄県那覇港内（那覇港新港第一防波堤南灯台の北東方約1.1キロメートル）
- 那覇港泊第2号灯浮標 沖縄県那覇港内（那覇港新港第一防波堤南灯台の東南東方約1.0キロメートル）
- 那覇港泊第5号灯浮標 沖縄県那覇港内（那覇港導灯（前灯）の北北東方約2.1キロメートル）
- 那覇港泊第6号灯浮標 沖縄県那覇港内（那覇港導灯（前灯）の北北東方約1.8キロメートル）
- 那覇港泊第8号灯浮標 沖縄県那覇港内（那覇港導灯（前灯）の北北東方約2.0キロメートル）
- 那覇港倭口第1号灯浮標 沖縄県那覇港内（那覇港新港第一防波堤北灯台の南東方約910メートル）
- 那覇港倭口第2号灯浮標 沖縄県那覇港内（那覇港新港第一防波堤北灯台の南南東方約930メートル）
- 那覇港倭口第3号灯浮標 沖縄県那覇港内（那覇港新港第一防波堤北灯台の南南東方約1.9キロメートル）
- 那覇港倭口第4号灯浮標 沖縄県那覇港内（那覇港新港第一防波堤北灯台の南南東方約1.8キロメートル）
- 平良港スキラ埼北方灯浮標 沖縄県平良港内（スキラ埼先端の北北西方約1.4キロメートル）
- 平良港西口水路灯浮標 沖縄県平良港内（スキラ埼の北北西方約1.2キロメートル）
- 平良港第1号灯浮標 平良港北防波堤灯台（沖縄県宮古島市）の北北西方約5.3キロメートル
- 平良港第2号灯浮標 平良港北防波堤灯台（沖縄県宮古島市）の北北西方約5.7キロメートル
- 平良港第3号灯浮標 平良港北防波堤灯台（沖縄県宮古島市）の北北西方約3.4キロメートル
- 平良港第4号灯浮標 平良港北防波堤灯台（沖縄県宮古島市）の北北西方約3.5キロメートル
- 平良港第6号灯浮標 沖縄県平良港内（平良港北防波堤灯台の北北西方約2.2キロメートル）
- 平良港第7号灯浮標 沖縄県平良港内（平良港北防波堤灯台の北西方約650メートル）
- 平良港第8号灯浮標 沖縄県平良港内（平良港北防波堤灯台の西北西方約570メートル）
- 平良港第10号灯浮標 沖縄県平良港内（平良港北防波堤灯台の南方約240メートル）
- 平良港第五灯浮標 沖縄県平良港内（平良港北防波堤灯台の北北西方約2.1キロメートル）
- 牧港第2号灯浮標 空寿埼三角点（沖縄県浦添市）の北北西方約1.7キロメートル
- 牧港第3号灯浮標 空寿埼三角点（沖縄県浦添市）の北北東方約1.1キロメートル
- 牧港第4号灯浮標 空寿埼三角点(沖縄県浦添市)の北北東方約900メートル
- 牧港第6号灯浮標 牧港埼（沖縄県浦添市）の北東方約1.1キロメートル

## 立標
- ウカン埼東方立標 ウカン埼（沖縄県八重山郡竹富町）の東方約3.5キロメートル
- クントマリ埼西方立標 クントマリ埼（沖縄県八重山郡竹富町）の西方約2.0キロメートル
- クントマリ埼南西方立標 クントマリ埼（沖縄県八重山郡竹富町）の南西方約1.5キロメートル
- ムーキ立標 喜屋武埼（沖縄県糸満市）の北北西方約8.7キロメートル
- 伊是名港第1号立標 屋奈葉島三角点（沖縄県島尻郡伊是名村）の東方約880メートル
- 伊是名港第3号立標 伊是名島三角点（沖縄県島尻郡伊是名村）の南南西方約1.5キロメートル
- 伊是名港第5号立標 伊是名島三角点（沖縄県島尻郡伊是名村）の南南西方約1.4キロメートル
- 伊是名港第6号立標 伊是名島三角点（沖縄県島尻郡伊是名村）の南南西方約1.4キロメートル
- 奥港第1号立標 シドウ埼（沖縄県国頭郡国頭村）の東方約510メートル
- 奥港第3号立標 シドウ埼（沖縄県国頭郡国頭村）の南西方約600メートル
- 恩納港第2号立標 部瀬名岬（沖縄県名護市）の西南西方約9.0キロメートル
- 恩納港第3号立標 部瀬名岬（沖縄県名護市）の西南西方約8.9キロメートル
- 嘉手納港第2号立標 残波岬灯台（沖縄県中頭郡読谷村）の南南東方約9.3キロメートル
- 嘉手納港第3号立標 残波岬灯台（沖縄県中頭部読谷村）の南南東方約9.0キロメートル
- 嘉手納港第4号立標 残波岬灯台（沖縄県中頭郡読谷村）の南南東方約9.1キロメートル
- 金武中城港ウンタク立標 沖縄県金武中城港内（知名埼灯台の東方約2.4キロメートル）
- 金武中城港屋慶名第1号立標 沖縄県金武中城港（勝連埼三角点の北北東方約1.3キロメートル）
- 金武中城港屋慶名第2号立標 沖縄県金武中城港内（浜比嘉島三角点の西南西方約3.0キロメートル）
- 金武中城港屋慶名第3号立標 沖縄県金武中城港（勝連埼灯台の北東方約1.8キロメートル）
- 金武中城港屋慶名第5号立標 沖縄県金武中城港（勝連埼灯台の北北東方約1.9キロメートル）
- 金武中城港屋慶名第7号立標 沖縄県金武中城港内（浜比嘉島三角点の西方約3.4キロメートル）
- 金武中城港石川第4号立標 沖縄県金武中城港内（金武中城港指向灯の北方約1.5キロメートル）
- 金武中城港金武火力発電放水口A立標 沖縄県金武中城港（伊計島灯台の西北西方約8.3キロメートル）
- 金武中城港金武火力発電放水口B立標 沖縄県金武中城港（伊計島灯台の西北西方約8.4キロメートル）
- 金武中城港金武火力発電放水口C立標 沖縄県金武中城港（伊計島灯台の西北西方約8.5キロメートル）
- 金武中城港金武火力発電放水口D立標 沖縄県金武中城港（伊計島灯台の西北西方約8.4キロメートル）
- 金武中城港具志川火力発電放水口A立標 沖縄県金武中城港（伊計島灯台の西南西方約1.2キロメートル）
- 金武中城港具志川火力発電放水口B立標 沖縄県金武中城港（伊計島灯台の西南西方約1.2キロメートル）
- 金武中城港具志川火力発電放水口C立標 沖縄県金武中城港（伊計島灯台の西南西方約1.2キロメートル）
- 金武中城港具志川火力発電放水口D立標 沖縄県金武中城港（伊計島灯台の西南西方約1.2キロメートル）
- 兼高港第3号立標 兼城港指向灯（沖縄県島尻郡具志川村）の西南西方約750メートル
- 兼城港第2号立標 兼城港指向灯（沖縄県島尻郡具志川村）の南西方約1.0キロメートル
- 兼城港第3号立標 兼城港指向灯（沖縄県島尻郡具志川村）の西南西方約760メートル
- 港川港第1号立標 喜屋武埼灯台（沖縄県糸満市）の東北東方約11キロメートル
- 港川港第2号立標 喜屋武埼灯台（沖縄県糸満市）の東北東方約11キロメートル
- 港川港第3号立標 喜屋武埼灯台（沖縄県糸満市）の東北東方約11キロメートル
- 小浜港第1号立標 竹富島三角点（沖縄県八重山郡竹富町）の西北西方約4.2キロメートル
- 小浜港第2号立標 竹富島三角点（沖縄県八重山郡竹富町）の西北西方約4.1キロメートル
- 小浜港第3号立標 小浜島細埼灯台（沖縄県八重山郡竹富町）の東方約7.9キロメートル
- 小浜港第6号立標 小浜島細埼灯台（沖縄県八重山郡竹富町）の東北東方約5.5キロメートル
- 小浜航門南口立標 小浜島細埼灯台（沖縄県八重山郡竹富町）の西南西方約760メートル
- 小浜航門北口立標 小浜島細埼灯台（沖縄県八重山郡竹富町）の北方約3.6キロメートル
- 小浜島南方立標 小浜島細埼灯台（沖縄県八重山郡竹富町）の南南東方約3.4キロメートル
- 勢理客港第1号立標 家之下島三角点（沖縄県島尻郡伊是名村）の南方約770メートル
- 勢理客港第2号立標 家之下島三角点（沖縄県島尻郡伊是名村）の南方約800メートル
- 西表島白浜港第1号立標 野底埼（沖縄県八重山郡竹富町）の北北東方約1.7キロメートル
- 西表島白浜港第4号立標 野底埼（沖縄県八重山郡竹富町）の東方約670メートル
- 西表島白浜港第5号立標 野底埼（沖縄県八重山郡竹富町）の南東方約1.5キロメートル
- 西表島白浜港第8号立標 野底埼（沖縄県八重山郡竹富町）の南東方約1.9キロメートル
- 石垣港登野城第1号立標 石垣港登野城第二防波堤灯台（沖縄県石垣市）の南東方約1.0キロメートル
- 石垣港登野城第2号立標 沖縄県石垣港内（石垣港南防波堤灯台の東南東方約3.1キロメートル）
- 石垣港登野城第3号立標 沖縄県石垣港内（石垣港登野城第二防波堤灯台の南東方約810メートル）
- 石垣港登野城第4号立標 沖縄県石垣港内（石垣港登野城第二防波堤灯台の東南東方約860メートル）
- 石垣港登野城第5号立標 沖縄県石垣港内（石垣港登野城第二防波堤灯台の東南東方約600メートル）
- 石垣港登野城第6号立標 沖縄県石垣港内（石垣港南防波堤灯台の東南東方約2.8キロメートル）
- 石垣港登野城第7号立標 沖縄県石垣港内（石垣港登野城第二防波堤灯台の南南東方約130メートル）
- 船浦港東口第2号立標 インタ埼（沖縄県八重山郡竹富町）先端の東北東方約2.4キロメートル
- 船浦港東口第4号立標 インタ埼（沖縄県八重山郡竹富町）先端の東北東方約1.7キロメートル
- 船浦港東口第6号立標 インタ埼（沖縄県八重山郡竹富町）先端の東北東方約900メートル
- 船浦港東口第7号立標 インタ埼（沖縄県八重山郡竹富町）先端の北方約560メートル
- 船浦港北口第1号立標 インタ埼（沖縄県八重山郡竹富町）先端の北北西方約2.9キロメートル
- 船浦港北口第2号立標 インタ埼（沖縄県八重山郡竹富町）先端の北北西方約1.1キロメートル
- 船浦港北口第3号立標 インタ埼（沖縄県八重山郡竹富町）先端の北北西方約2.2キロメートル
- 船浦港北口第4号立標 インタ埼（沖縄県八重山郡竹富町）先端の西方約1.0キロメートル
- 船浦港北口第6号立標 インタ埼（沖縄県八重山郡竹富町）先端の北北西方約1.1キロメートル
- 船浦港北口第8号立標 インタ埼（沖縄県八重山郡竹富町）先端の西方約1.0キロメートル
- 船浮港第1号立標 船浮港灯台（沖縄県八重山郡竹富町）の北方約1.3キロメートル
- 船浮港第2号立標 船浮港灯台（沖縄県八重山郡竹富町）の東北東方約640メートル
- 船浮港第4号立標 船浮港灯台（沖縄県八重山郡竹富町）の東方約2.6キロメートル
- 船浮港第5号立標 船浮港灯台（沖縄県八重山郡竹富町）の東方約3.5キロメートル
- 船浮港第6号立標 船浮港灯台（沖縄県八重山郡竹富町）の東南東方約3.1キロメートル
- 前兼久港第1号立標 残波岬灯台（沖縄県中頭郡読谷村）の東方約7.6キロメートル
- 前兼久港第3号立標 残波岬灯台（沖縄県中頭郡読谷村）の東方約8.1キロメートル
- 前泊港第1号立標 賀陽岳三角点（沖縄県島尻郡伊平屋村）の東方約2.4キロメートル
- 大原航路第2号立標 小浜島細埼灯台（沖縄県八重山郡竹富町）の東南東方約13キロメートル
- 大原航路第4号立標 小浜島細埼灯台（沖縄県八重山郡竹富町）の東南東方約13キロメートル
- 大原航路第5号立標 小浜島細埼灯台（沖縄県八重山郡竹富町）の東南東方約12キロメートル
- 大原航路第8号立標 小浜島細埼灯台（沖縄県八重山郡竹富町）の東南東方約12キロメートル
- 大原航路第10号立標 小浜島細埼灯台（沖縄県八重山郡竹富町）の東南東方約10キロメートル
- 大原航路第11号立標 小浜島細埼灯台（沖縄県八重山郡竹富町）の南東方約8.9キロメートル
- 大原航路第14号立標 小浜島細埼灯台（沖縄県八重山郡竹富町）の南東方約7.9キロメートル
- 大原航路第15号立標 小浜島細埼灯台（沖縄県八重山郡竹富町）の南南東方約8.3キロメートル
- 大原航路第16号立標 小浜島細埼灯台（沖縄県八重山郡竹富町）の南南東方約7.8キロメートル
- 大原航路第17号立標 小浜島細埼灯台（沖縄県八重山郡竹富町）の南方約8.5キロメートル
- 大原航路第19号立標 小浜島細埼灯台（沖縄県八重山郡竹富町）の南方約8.6キロメートル
- 大原航路第21号立標 小浜島細埼灯台（沖縄県八重山郡竹富町）の南南西方約9.4キロメートル
- 大原航路第23号立標 小浜島細埼灯台（沖縄県八重山郡竹富町）の南南西方約10キロメートル
- 池間島西方立標 池間島灯台（沖縄県宮古島市）の西南西方約1.8キロメートル
- 池間島東口水路立標 池間島灯台（沖縄県宮古島市）の東南東方約3.5キロメートル
- 池間島北島方立標 池間島灯台（沖縄県宮古島市）の東北東方約4.0キロメートル
- 池間島北東方立標 池間島灯台（沖縄県宮古島市）の東北東方約3.9キロメートル
- 池間島北方立標 池間島灯台（沖縄県宮古島市）の北東方約1.8キロメートル
- 竹富島東方立標 ヨン埼（沖縄県八重山郡竹富町）先端の東北東方約1.6キロメートル
- 竹富島南水路第1号立標 竹富島三角点（沖縄県八重山郡竹富町）の東南東方約2.9キロメートル
- 竹富島南水路第2号立標 竹富島三角点（沖縄県八重山郡竹富町）の東南東方約2.9キロメートル
- 竹富島南水路第4号立標 竹富島三角点（沖縄県八重山郡竹富町）の南東方約2.4キロメートル
- 竹富島南水路第5号立標 竹富島三角点（沖縄県八重山郡竹富町）の南南東方約2.6キロメートル
- 竹富島南水路第6号立標 竹富島三角点（沖縄県八重山郡竹富町）の南南東方約2.6キロメートル
- 竹富東港第1号立標 琉球観音崎灯台（沖縄県石垣市）の南南西方約3.6キロメートル）
- 竹富東港第4号立標 琉球観音埼灯台（沖縄県石垣市）の南南西方約3.6キロメートル
- 仲間港第2号立標 小浜島細埼灯台（沖縄県八重山郡竹富町）の南西方約11キロメートル
- 仲間港第3号立標 小浜島細埼灯台（沖縄県八重山郡竹富町）の南西方約10キロメートル
- 仲田港立標 伊是名島三角点（沖縄県島尻郡伊是名村）の北東方約1.1キロメートル
- 長山港第1号立標 ヤラブガ埼（沖縄県宮古島市）先端の南西方約4.1キロメートル
- 長山港第2号立標 来間島（沖縄県宮古島市）北端の北西方約7.9キロメートル
- 長山港第3号立標 ヤラブガ埼（沖縄県宮古島市）先端の南西方約2.9キロメートル
- 長山港第4号立標 ヤラブガ埼（沖縄県宮古島市）先端の南西方約2.9キロメートル
- 長山港第5号立標 ヤラブガ埼（沖縄県宮古島市）先端の南西方約2.6キロメートル
- 長山港第6号立標 西浜埼（沖縄県宮古島市）の西北西方約6.8キロメートル
- 長山港第8号立標 ヤラブガ埼（沖縄県宮古島市）先端の南南西方約1.4キロメートル
- 長山港東口第1号立標 ヤラブガ埼（沖縄県宮古島市）先端の東北東方約2.9キロメートル
- 長山港東口第3号立標 ヤラブガ埼（沖縄県宮古島市）先端の東方約2.2キロメートル
- 長山港東口第6号立標 ヤラブガ埼（沖縄県宮古島市）先端の東南東方約1.6キロメートル
- 渡名喜港第2号立標 渡名喜港灯台（沖縄県島尻郡渡名喜村）の西南西方約840メートル
- 渡名喜港第4号立標 渡名喜港灯台（沖縄県島尻郡渡名喜村）の西南西方約630メートル
- 那覇港臨港道路工事区域B立標 沖縄県那覇港（那覇港右舷灯台の北西方約500メートル）
- 那覇港臨港道路工事区域C立標 沖縄県那覇港（那覇港右舷灯台の北西方約310メートル）
- 那覇港臨港道路工事区域D立標 沖縄県那覇港（那覇港右舷灯台の北北西方約250メートル）
- 波照間港第2号立標 波照間島灯台（沖縄県八重山郡竹富町)の北西方約2.6キロメートル
- 白浜港第1号立標 野底埼（沖縄県八重山郡竹富町）先端の北北東方約1.6キロメートル
- 白浜港第4号立標 野底埼（沖縄県八重山郡竹富町）先端の東方約650メートル
- 白浜港第5号立標 野底埼（沖縄県八重山郡竹富町）先端の南東方約1.5キロメートル
- 白浜港第8号立標 野底埼（沖縄県八重山郡竹富町）先端の南東方約1.9キロメートル
- 八重干瀬南立標 池間島灯台（沖縄県宮古島市）の北東方約6.6キロメートル
- 八重干瀬北西立標 池間島灯台（沖縄県宮古島市）の北方13キロメートル
- 八重干瀬北立標 池間島灯台（沖縄県宮古島市）の北方約16キロメートル
- 鳩間港西口第1号立標 鳩間島灯台（沖縄県八重山郡竹富町）の南西方約2.0キロメートル
- 鳩間港西口第4号立標 鳩間島灯台（沖縄県八重山郡竹富町）の南南西方約870メートル
- 鳩間港南口第2号立標 鳩間島灯台（沖縄県八重山郡竹富町）の南南東方約2.6キロメートル
- 鳩間港南口第4号立標 鳩間島灯台（沖縄県八重山郡竹富町）の南南東方約2.2キロメートル
- 鳩間港南口第5号立標 鳩間島灯台（沖縄県八重山郡竹富町）の南南東方約1.7キロメートル
- 鳩間港南口第6号立標 鳩間島灯台（沖縄県八重山郡竹富町）の南南東方約1.3キロメートル
- 普天間港第1号立標 大ナカ埼（沖縄県宮古郡多良間村）北端の南東方約5.0キロメートル
- 普天間港第2号立標 大ナカ埼（沖縄県宮古郡多良間村）北端の南東方約4.5キロメートル
- 普天間港第4号立標 大ナカ埼（沖縄県宮古郡多良間村）北端の南東方約4.7キロメートル
- 与根港第2号立標 瀬長島三角点（沖縄県島尻郡豊見城村）の南南西方約2.1キロメートル
- 与根港第4号立標 瀬長局三角点（沖縄県島尻郡豊見城村）の南方約1.6キロメートル
- 琉球大瀬立標 大嶺鼻（沖縄県那覇市）の西南西方約2.3キロメートル
- 琉球平瀬立標 久高島灯台（沖縄県南城市）の南西方約1.4キロメートル

## シーバース灯
- 金武中城港沖縄ターミナルシーバース灯 沖縄県金武中城港内（伊計島灯台の南西方約3.9キロメートル）
- 金武中城港沖縄石油基地シーバース灯 沖縄県金武中城港内（伊計島灯台の西南西方約2.5キロメートル）
- 金武中城港吉の浦火力発電シーバース灯 沖縄県金武中城（金武中城港中城新港西防波堤東灯台の南西方約6.9キロメートル）
- 金武中城港金武火力発電シーバース灯 沖縄県金武中城港（金武火力発電所揚炭バース外端）
- 金武中城港具志川火力発電シーバース灯 沖縄県金武中城港内（金武中城港指向灯の東南東方約6.5キロメートル）
- 金武中城港電源開発シーバース灯 沖縄県金武中城港（伊計島灯台の西方約15キロメートル）
- 金武中城港南石第1号シーバース灯 沖縄県金武中城港内（知名埼先端の北方約5.2キロメートル）
- 金武中城港南石第2号シーバース灯 沖縄県金武中城港（知名埼先端の北西方約4.4キロメートル）

## 魚礁灯
- 粟国島北西浮魚礁灯 粟国島灯台（沖縄県島尻郡粟国村）の西北西方約29キロメートル
- 伊江島西方浮魚礁灯 伊江島灯台（沖縄県伊江村）の西北西方約32キロメートル
- 伊平屋島西方浮魚礁灯 伊平屋島灯台（沖縄県島尻郡伊平屋村）の西方約45キロメートル
- 沖縄島喜屋武埼南方浮魚礁灯 喜屋武埼灯台（沖縄県糸満市）の南方約20キロメートル
- 久高島東方浮魚礁灯 久高島灯台（沖縄県南城市）の東方約27キロメートル
- 瀬嵩埼南方浮魚礁灯 瀬嵩埼灯台（沖縄県国頭郡国頭村）の南南東方約27キロメートル
- 池間島北西方浮魚礁灯 池間島灯台（沖縄県宮古島市）の北西方約31キロメートル
- 鳩間島北方浮魚礁灯 鳩間島灯台（沖縄県八重山郡竹富町）の北方約9.6キロメートル
- 与那国島南西方浮魚礁灯 西埼灯台（沖縄県八重山郡与那国町）の南南西方約10キロメートル
- 池間島北西方浮魚礁灯 池間島灯台（沖縄県宮古島市）の北西方約31キロメートル

## 橋梁灯
- 瀬底大橋橋梁灯（C1灯） 沖縄県渡久地港内（渡久地港本部防波堤灯台の北方約980メートル）
- 瀬底大橋橋梁灯（C2灯） 沖縄県渡久地港内（渡久地港本部防波堤灯台の北方約970メートル）
- 石垣港サザンゲートブリッジ橋梁灯（L1灯） 沖縄県石垣港内（石垣港南防波堤灯台の西方約1.8キロメートル）
- 石垣港サザンゲートブリッジ橋梁灯（P1灯） 石垣港サザンゲートブリッジ橋梁灯（L1灯）の南南西方約38メートル
- 石垣港サザンゲートブリッジ橋梁灯（P2灯） 石垣港サザンゲートブリッジ橋梁灯（L1灯）の南西方約38メートル
- 石垣港サザンゲートブリッジ橋梁灯（P3灯） 石垣港サザンゲートブリッジ橋梁灯（L1灯）の北北東方約52メートル
- 石垣港サザンゲートブリッジ橋梁灯（P4灯） 石垣港サザンゲートブリッジ橋梁灯（L1灯）の北北東方約53メートル
- 石垣港サザンゲートブリッジ橋梁灯（R1灯） 石垣港サザンゲートブリッジ橋梁灯（L1灯）の北北東方約38メートル
- 泊大橋橋梁灯（C1灯） 沖縄県那覇港内（那覇新港船だまり防波堤灯台の南南東方約630メートル）

## ディファレンシャルGPS局
- 宮古島ディファレンシャルGPS局 沖縄県宮古島市（平安名埼）
- 慶佐次ディファレンシャルGPS局 沖縄県国頭郡東村（慶佐次）

## 船舶通航信号所
- 那覇港船舶通航信号所 沖縄県那覇市
- 那覇水路船舶通航信号所 沖縄県那覇市（那覇港右舷灯台の北北西方約480メートル）

## その他
- 金武中城港指向灯 沖縄県うるま市（伊計島灯台の西方約16キロメートル）
- 金武中城港日石精第1号灯柱 沖縄県金武中城港（奥武岬先端の南南西方約4.4キロメートル）
- 那覇港導灯（前灯）沖縄県那覇港（那覇ふとうE岸壁）
- 那覇港導灯（後灯）沖縄県那覇港（前灯の南東方約590メートル）
- 慶佐次ロランC局 沖縄県国頭郡東村（慶佐次）
- 水納島無線方位信号所 沖縄県国頭郡本部町（水納島）